# Černínové z Chudenic
Černínové z Chudenic (též Czerninové z Chudenic, německy Czernin von und zu Chudenitz) jsou starobylý český šlechtický rod připomínaný od 12. století. Jejich nejstarší sídlo Chudenice jim patřilo více než 650 let (1291–1945). Později dosáhli hraběcího titulu (1624) a vlastnili rozsáhlý majetek v různých částech Českého království. Zakladatelem rodového bohatství v 17. století byl významný diplomat a dvořan Heřman Černín (1576–1651). Jeho nástupci na svých statcích zanechali řadu významných památek barokní architektury (Černínský palác, Humprecht, Krásný Dvůr, Kozel). Po hospodářském úpadku v první polovině 18. století poklesl jejich význam, ale později se znovu zapojili do veřejného života. Významnou osobností byl Otakar Černín (1872–1932), předposlední rakousko-uherský ministr zahraničí. Ještě na počátku 20. století patřili Černínové vedle Schwarzenbergů k největším velkostatkářům v Čechách. V roce 1945 většina černínského majetku v Československu propadla konfiskaci. V jedné linii patřily Dymokury Černínům do roku 1948 a byly pak restituovány po roce 1989. Současným představitelem této vinořské linie a majitelem Dymokur je senátor Tomáš Czernin (* 1962).
V dalších liniích žijí členové rodu v Rakousku, Německu, Velké Británii, Portugalsku nebo USA. Hlavou celého rodu je Karl-Eugen Czernin (* 1956 Vídeň), který v roce 2009 po mimosoudní dohodě získal zpět do svého majetku zámek Lázeň u Chudenic a využívá ho jako letní sídlo.

## Historie rodu
Černínové patří k rozrodu Drslaviců, k nimž patří rodiny Švihovských z Rýzmberka, pánů ze Žinkov nebo Zádubských ze Schönthalu. Prvním doloženým předkem je Drslav, v letech 1160–1165 kastelán plzeňského hradu. Sledovatelný rodokmen Černínů začíná až v polovině 14. století, kdy postupně získávali statky v západních Čechách. Podle rodových sídel se v 15. století začaly označovat rodové větve tasnovická, radnická, chudenická a nedrahovická. Radnická větev zanikla koncem 16. století, na Tasnovicích se Černínové udrželi do roku 1630, ale potomstvo této linie vymřelo až v roce 1720.

## Chudenická větev

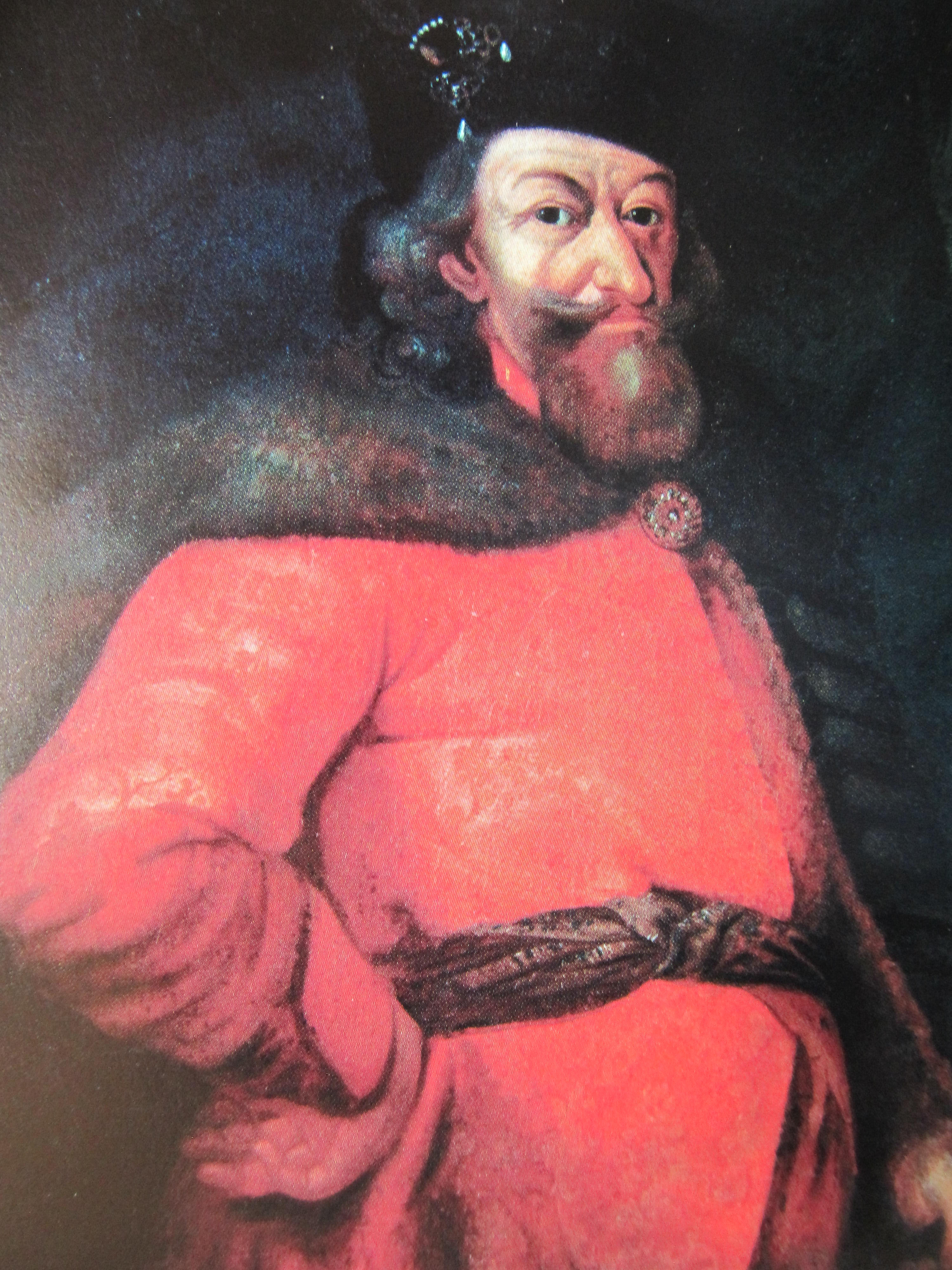
Hrabě Heřman Černín z Chudenic (1576–1651), císařský diplomat a dvořan, zakladatel rodového bohatství v 17. století

Zakladatelem chudenické větve byl Humprecht Černín (1525–1601), který zastával funkce hejtmana Pražského hradu a nejvyššího podkomořího. Kromě Chudenic koupil koncem 16. století panství a hrad Švihov, jeho potomci pak v roce 1629 získali panský stav. V dalších generacích zastávali Černínové v této linii nižší zemské úřady a sloužili v armádě, mezitím v roce 1700 ztratili Švihov, který přešel do majetku nedrahovické větve. Jan Václav Černín (1667–1743) žil na statku své první manželky v Mileticích u Janovic nad Úhlavou. Na přímluvu Františka Josefa Černína (1697–1733) z nedrahovické větve, nejvyššího dvorského sudího, získal v roce 1721 úřad královského hejtmana Nového Města pražského a v roce 1729 Starého Města pražského. Jeho nejmladší syn Heřman Jakub Černín (1706–1784) od nedrahovické větve získal v roce 1739 panství Šťáhlavy a Nebílovy a šťáhlavský zámek se stal jeho hlavním sídlem. Jeho syn Jan Vojtěch (1745–1816) byl nejvyšším lovčím a nechal postavit lovecký zámek Kozel. Zemřel bez potomstva a jeho majetek zdědili spříznění Valdštejnové.

## Nedrahovická větev

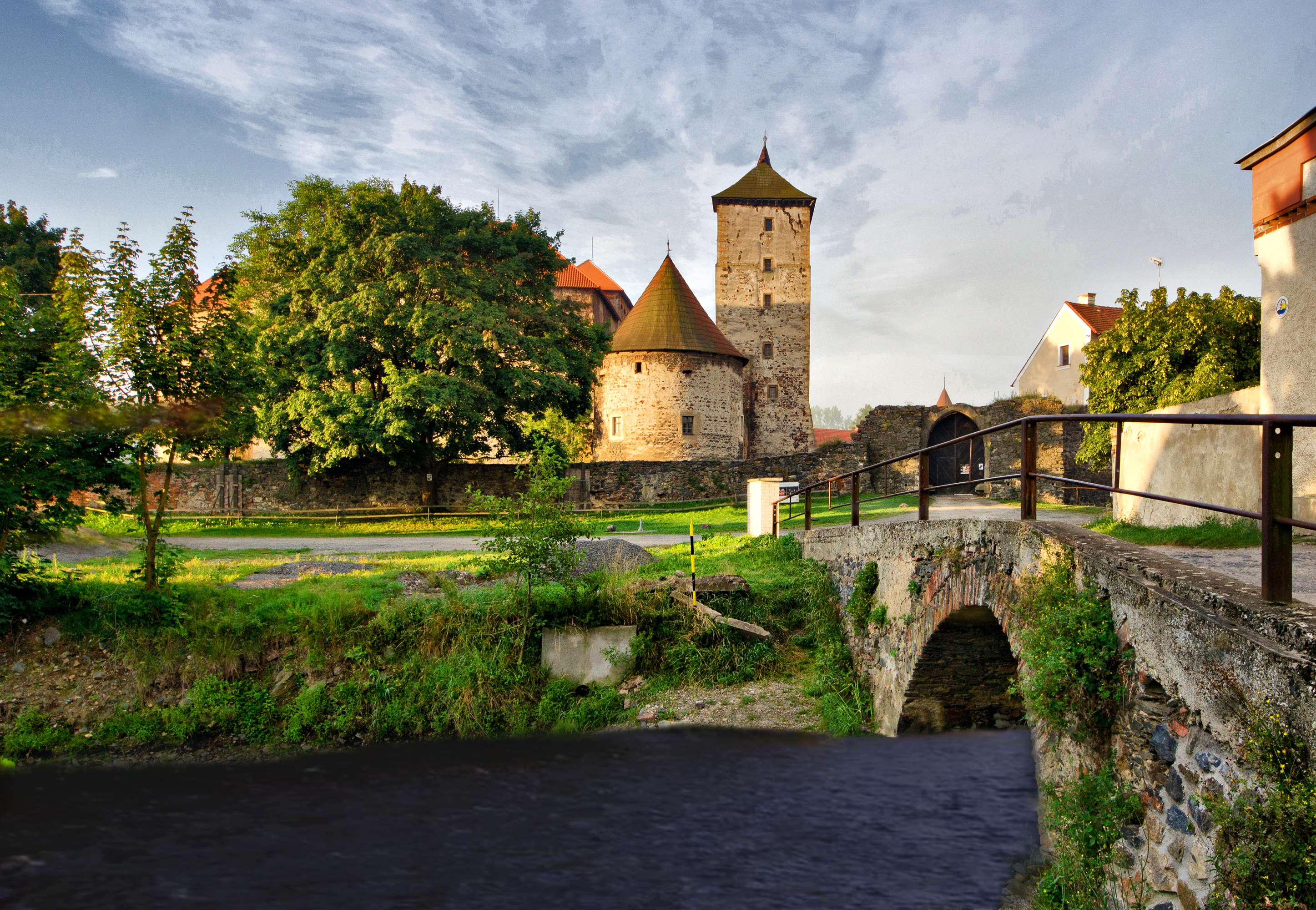
Hrad Švihov, majetek Černínů v letech 1598–1945

Nedrahovice na Sedlčansku byly původním sídlem nedrahovické větve Černínů, přestavbu tvrze na renesanční zámek podnikl Jan Černín (1534–1580), hejtman Vltavského kraje. Jeho nejstarší syn Diviš (1565–1621) byl hejtmanem Pražského hradu (1611–1619) a poté se zapojil do stavovského povstání, zastával funkci nejvyššího hofmistra Fridricha Falckého. Za účast ve vzpouře byl popraven na Staroměstském náměstí a byl jediným katolíkem mezi potrestanými povstalci. Jeho nejmladší bratr Heřman (1576–1651) vynikl jako diplomat, dvakrát byl vyslancem v Turecku, později zastával vysoké úřady v Čechách. Proslul také jako zdatný obchodník, mimo jiné zbohatl jako proviantmistr Valdštejnovy armády. V roce 1623 byl povýšen do panského stavu a v roce 1627 obdržel titul hraběte. V pobělohorských konfiskacích získal obrovský majetek v různých částech Čech a v rodové historii byl označován jako fundator (zakladatel). Zemřel ale bezdětný, jeho dědicem se stal prasynovec Humprecht Jan (1628–1682), významný diplomat, vyslanec v Benátkách a iniciátor stavby Černínského paláce, začal také stavět na svých venkovských panstvích (zámek Humprecht).
Zásadní skutečností, která ovlivnila rozvoj černínského majetku byl fakt, že většina černínských statků přežila třicetiletou válku bez větší úhony, a to nejen drancování cizích armád, ale především kontribuce a vydržování císařské armády v Čechách, což byl častý jev, protože císařská armáda se na zimu často vracela do Čech. Nebylo věcí náhody, že z přibližně 150 000 deskových statků v Čechách přežila válku sotva třetina a černínské byly mezi nimi. Na přetrvání obrovského majetku měl zásluhu jejich příbuzný a český šlechtic v císařské armádě Jan Zikmund Myslík z Hyršova. Jan Zikmund byl manželem sestry Humprechta Jana a jeho dceru Zuzanu vychovávala Humprechtova matka Zuzana Černínová, rozená z Harasova. I po smrti Zikmundovy ženy, zůstávala Zuzana na dvoře své babičky a později svého strýce Humprechta Jana. Zikmund Myslík se stal nedílnou součástí rodiny Černínů a jako polní podmaršál císařské armády a oblíbený pobočník arcivévody Leopolda Viléma často a velmi záměrně působil tak, aby válečná vřava a neustálé vydržování vojska se jako zázrakem vyhýbalo všem černínským statkům, čímž provedl obrovský majetek rodu skrze válku bez úhony, aby se tak po válce stali Černínové jedním z nových velkopanských rodů v Čechách.
Pokračovatelem rodu byl Humprechtův syn Heřman Jakub (1659–1710), který působil jako diplomat v Polsku, poté byl českým nejvyšším hofmistrem (1700–1704) a nakonec nejvyšším purkrabím (1704–1710). Proslul jako mecenáš umění a pokračoval také ve stavebních aktivitách (zámky Petrohrad, Kosmonosy a Hořín). Významně také přispěl k rozšíření rodového majetku, protože díky sňatku s Marií Josefou Slavatovou z Chlumu (1669–1708) získal největší podíl obrovského dědictví vymřelého rodu Slavatů, a sice Jindřichův Hradec. Po Slavatech Černínové převzali také titul vladař domu hradeckého a dědičnou hodnost nejvyššího číšníka Českého království.
Za synů Heřmana Jakuba dosáhlo černínské dominium svého největšího rozsahu, v době jejich nezletilosti spravoval jejich statky jako poručník švagr František Josef z Valdštejna, který spolu s vlastním majetkem ovládal po roce 1710 největší soukromý majetek v Čechách. Za bratrů Františka Josefa a Františka Antonína pokračovala rozsáhlá stavební aktivita (zámek Krásný Dvůr, Hořín), dočasně byl znovu rozšiřován také majetek. Zároveň se ale Černínové dostávali do vleklé finanční krize způsobené mimo jiné díky nikdy nesplaceným úvěrům, které poskytovali dvoru na vedení válek. Po smrti Františka Josefa bylo proto v letech 1733–1740 prodáno celkem 11 panství, další ztrátou bylo panství Mělník, které sňatkem přešlo v roce 1753 na rod Lobkoviců.
V polovině 18. století byl jediným pokračovatelem nedrahovické větve syn Františka Josefa Prokop Vojtěch (1726–1777). V této době kvůli hospodářskému úpadku byli Černínové zcela vyřazeni z veřejného života a ke konsolidaci financí došlo až v další generaci, kdy se rod rozdělil na dvě nové linie, jindřichohradeckou a vinořskou.

### Jindřichohradecká linie

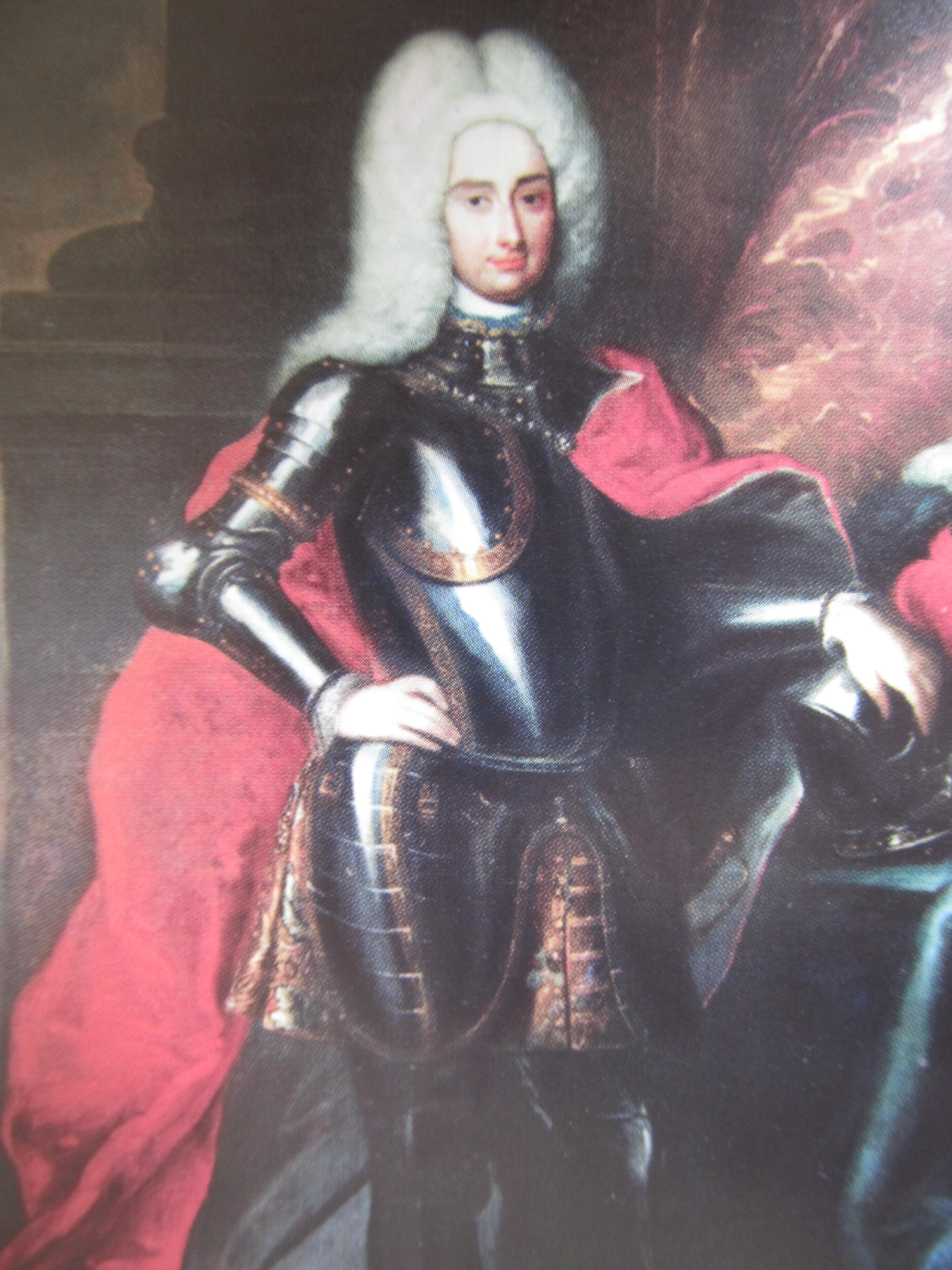
Hrabě František Josef Černín (1697–1733), nejvyšší dvorský sudí

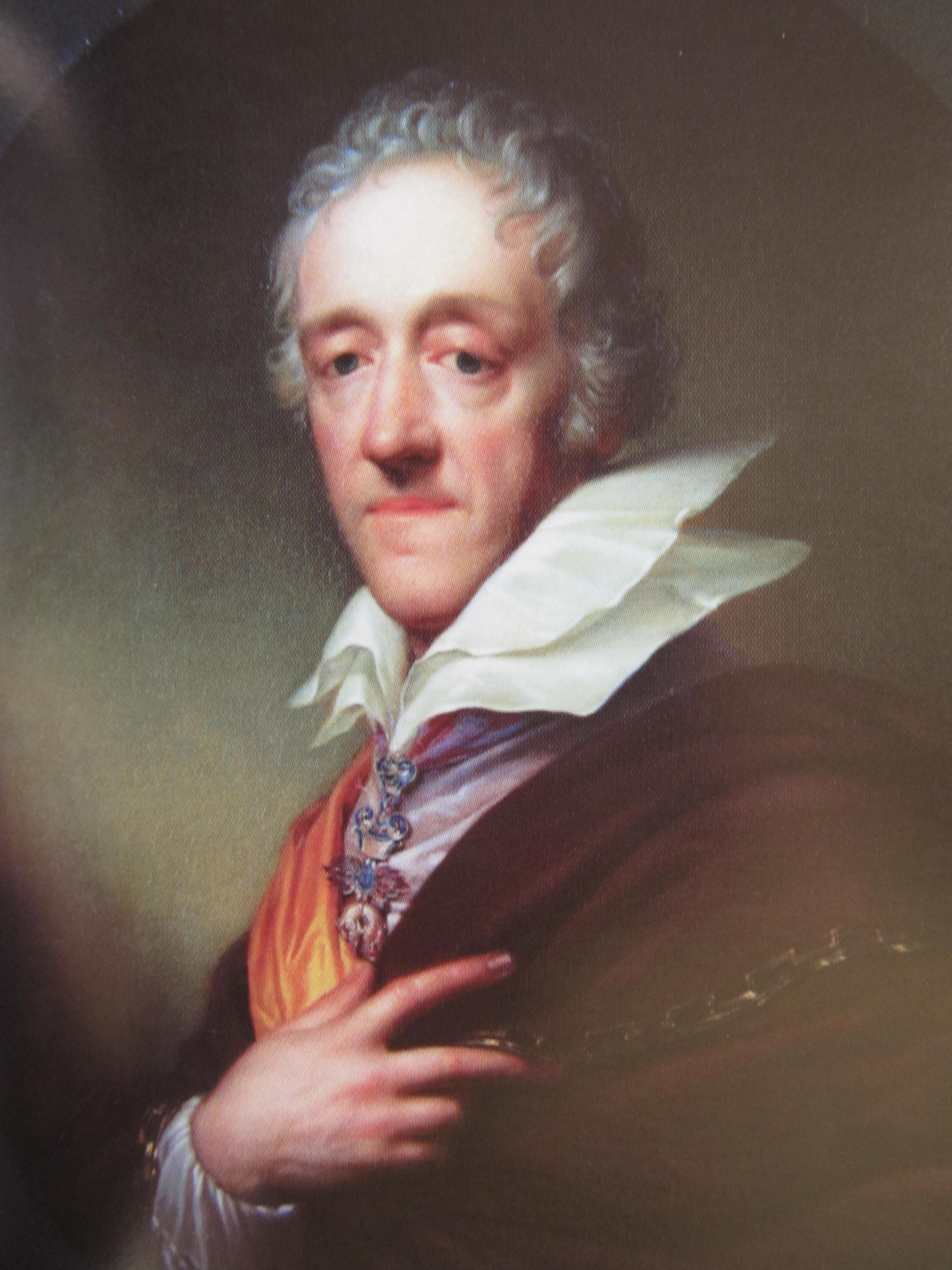
Jan Rudolf Černín (1757–1845), prezident Císařské akademie výtvarných umění a císařský nejvyšší hofmistr

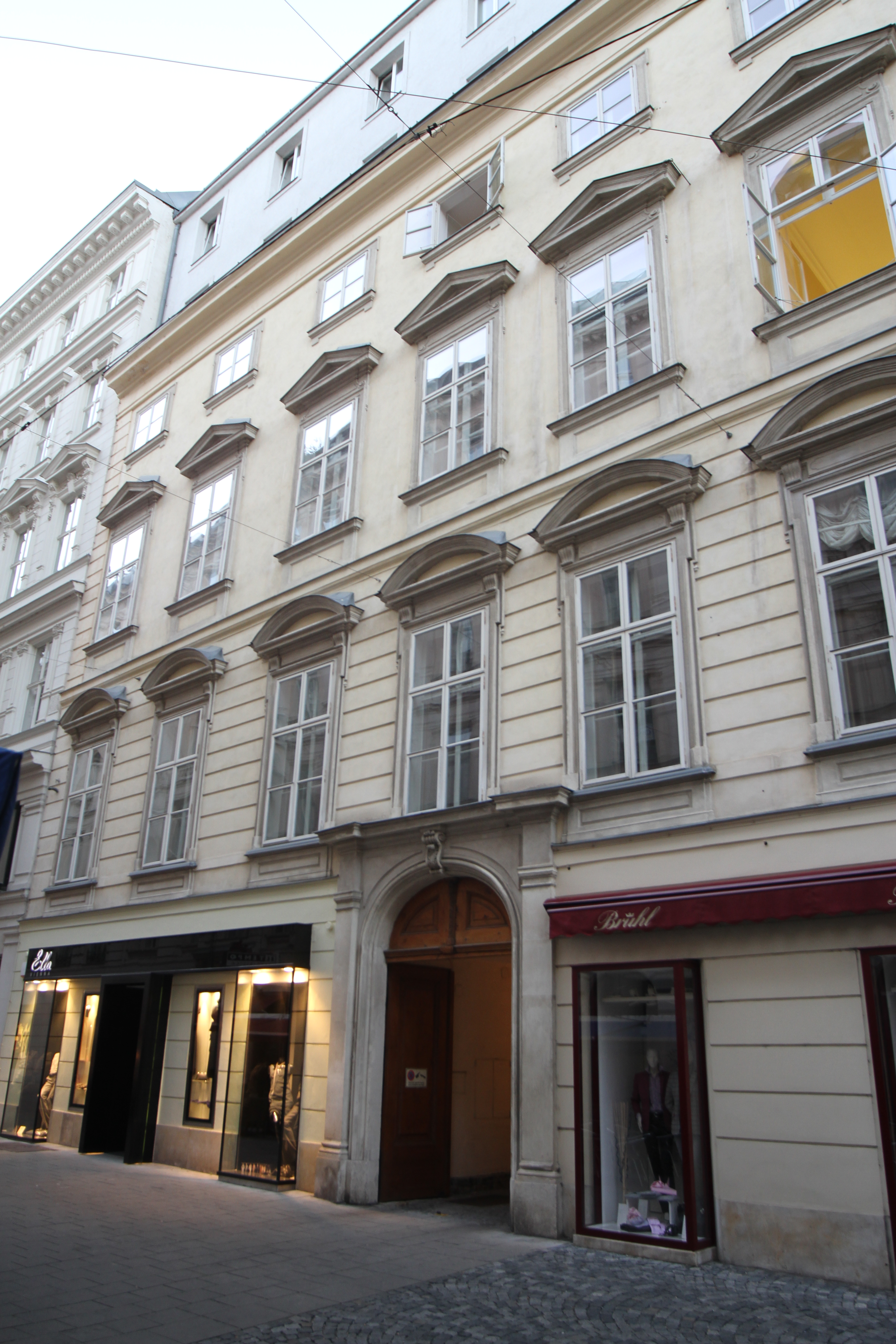
Černínský palác ve Vídni

Zakladatelem jindřichohradecké větve byl Jan Rudolf Černín (1757–1845), jemuž se podařilo rod Černínů znovu povznést mezi přední šlechtu. Vynikl svým vztahem k vědám a umění a ve vídeňském paláci založil velkou obrazárnu, byl též dlouholetým prezidentem Císařské akademie výtvarných umění. Obdržel Řád zlatého rouna a byl císařským nejvyšším hofmistrem. Značnou pozornost věnoval svým statkům v Čechách a založil anglické parky v Petrohradě a Krásném Dvoře. Nástupcem Jana Rudolfa byl jeho jediný syn Evžen Karel (1796–1868), vynikající znalec české historie a donátor Národního muzea. Na Jindřichově Hradci nechal uspořádat rodinné archivy pánů z Hradce, Slavatů a Černínů. Po více než sto letech byl prvním z Černínů, který znovu mohl přikoupit nový majetek (Mašťov, 1845). V roce 1861 se stal dědičným členem rakouské panské sněmovny.
Po smrti Eugena Karla vlastnil majetek jindřichohradecké linie jeho syn Jaromír Czernin (1818–1908), dědičný člen rakouské panské sněmovny a rytíř Řádu zlatého rouna. Ten měl dva syny, Evžena Jaromíra Františka Czernina (1851–1925) a Františka Evžena Czernina (1857–1932). Oba ale zemřeli bez dalšího potomstva. Jindřichohradecká linie zanikla úmrtím Františka Evžena Czernina, který v roce 1927 adoptoval svého synovce Evžena z linie Černín-Morzinů.

### Vinořská linie
Mladší syn Prokopa Vojtěcha Volfgang Maria (1766–1813) sloužil v armádě a za napoleonských válek dosáhl hodnosti plukovníka. S císařským svolením pro něj bylo z rodového fideikomisu v roce 1797 vyčleněno panství Vinoř u Prahy a stal se tak zakladatelem vinořské větve Černínů. Jeho syn Otakar (1809–1886) se oženil s Rosinou Colloredovou a tímto sňatkem významně rozšířil svůj majetek o panství Dymokury. Významnou osobností vinořské větve byl hrabě Otakar Černín (1872–1932), diplomat, v letech 1913–1916 velvyslanec v Rumunsku a nakonec předposlední rakousko-uherský ministr zahraničí (1916–1918). V této funkci se zkompromitoval v závěru první světové války a dostal se i do osobního sporu s T. G. Masarykem. V důsledku toho měl později omezený přístup na území Československa a velkostatek Vinoř mu byl za finanční kompenzaci vyvlastněn.
Na Dymokurech sídlil Otakarův starší bratr Děpold (Theobald, 1871–1931), c.k. komoří a doživotní člen rakouské panské sněmovny. Jeho syn Rudolf Děpold (Rudolf Theobald, 1904–1984) byl aktérem všech tří deklarací české šlechty v letech 1938 a 1939, za druhé světové války se hlásil k české národnosti, přišel o veškerý majetek (nucený správce ho prodal protektorátu) a nacisté ho poslali do koncentračního tábora. Po válce se o majetek soudil, ale v roce 1952 mu byl znovu zestátněn. Roku 1964 se Rudolfovi podařilo odejít do Vídně. Po revoluci v roce 1989 byly Dymokury této linii Černínů vráceny v restitucích, jejich současným majitelem je Tomáš Czernin (*1962), senátor a místostarosta v Dymokurech.

### Czernin-Morzinové
Heřman František (1819–1892), mladší bratr hraběte Jaromíra Černína, se v roce 1853 oženil s hraběnkou Aloisií Morzinovou (1832–1907), univerzální dědičkou majetku rodu Morzinů, který vymřel jejím otcem Rudolfem v roce 1881. Jednalo se o rozsáhlé pozemky v Krkonoších (velkostatky Vrchlabí a Horní Maršov) a po její smrti požádal syn Rudolf (1855–1927) o sloučení erbu a jmen obou rodin (Czernin-Morzin, 1908). Z této linie byl Eugen (1892–1955) adoptován strýcem Františkem a předurčen za dědice Jindřichova Hradce a statků v severních Čechách (Krásný Dvůr, Petrohrad). Po druhé světové válce mu byl všechen majetek zkonfiskován. Eugenův bratranec Jaromír (1908–1966) vlastnil Vrchlabí a Horní Maršov, oba tyto velkostatky byly značně zredukovány pozemkovou reformou, za druhé světové války přešlo Vrchlabí pod německou správu a rodina přesídlila do Horního Maršova. I tento majetek propadl v roce 1945 konfiskaci.

## Přehled majetku a stavebních aktivit Černínů

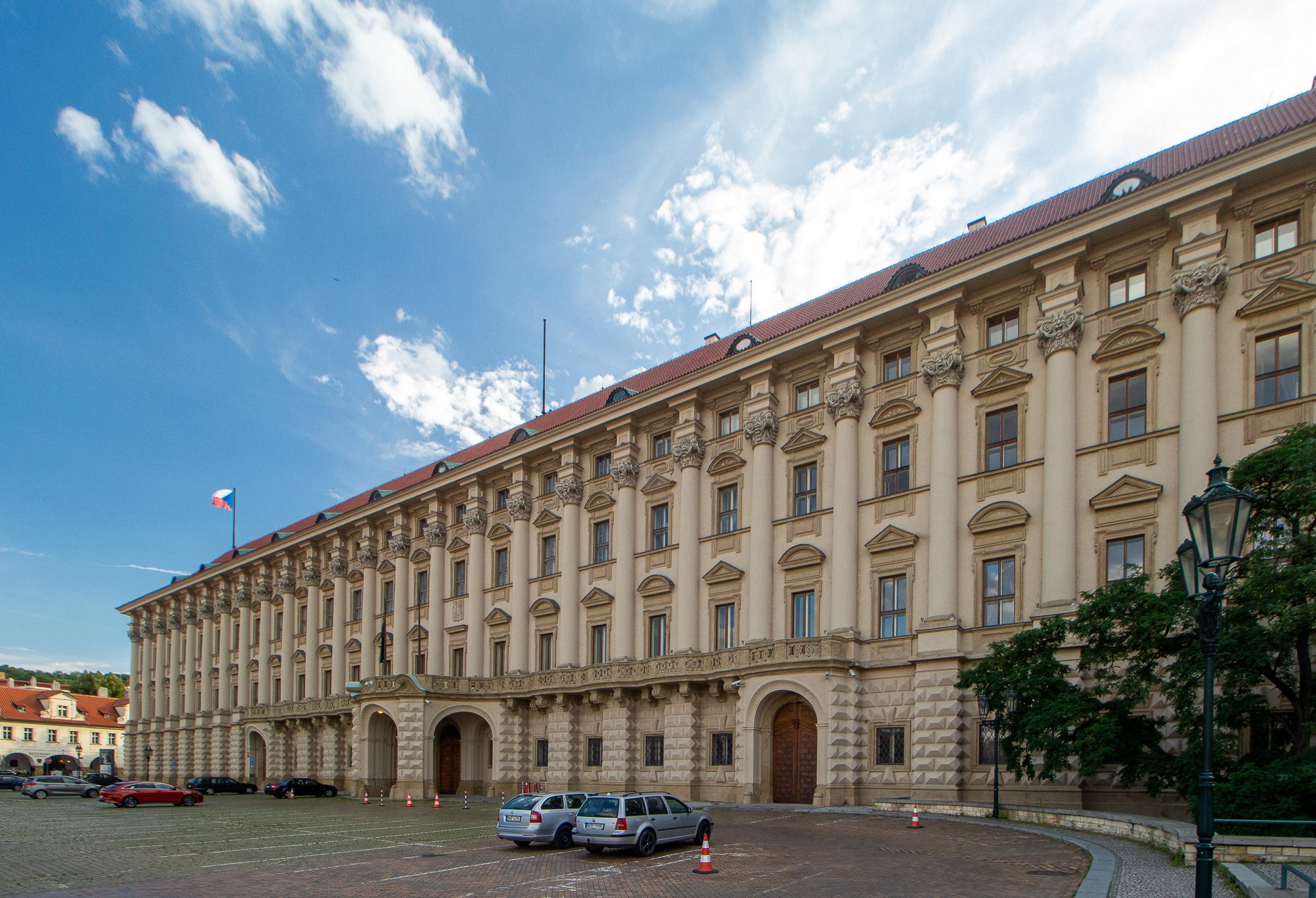
Černínský palác v Praze

V dějinách českých šlechtických rodů drží Černínové rekord v délce držby jednoho panství – jejich nejstarší sídlo Chudenice na Klatovsku jim patřilo více než 650 let (1291–1945).
 V počátcích historie Černínů se jejich majetkové aktivity odehrávaly především v západních Čechách, kde získávali řadu drobných statků, podle nichž se označovaly jednotlivé rodové linie (tasnovická, radnická, nedrahovická, chudenická). Základy obrovského rodového bohatství položil v 17. století diplomat a dvořan Heřman Černín (1576–1651), který v pobělohorských konfiskacích vedle Albrechta z Valdštejna a Trčků z Lípy patřil k největším nabyvatelům statků zabavených účastníkům stavovského povstání. Skoupil řadu statků v západních, severních a středních Čechách a svůj majetek rozšiřoval až do smrti.
Za Humprechta Jana Černína a jeho nástupců se Černínové zařadili mezi nejaktivnější stavebníky doby baroka. Mezi nejvýznamnější památky patří Černínský palác v Praze postavený v letech 1669–1675, v různých částech Čech to byly zámky Humprecht, Krásný Dvůr, Petrohrad, Vinoř, Kozel nebo Hořín. S většinou černínských stavebních aktivit jsou spojena jména významných barokních architektů (C. Lurago, F. Caratti, G. B. Alliprandi, F. M. Kaňka). Kromě vlastních sídel finančně dotovali také vznik řady sakrálních památek na svých panstvích (Kosmonosy). K významnému rozšíření rodového majetku došlo koncem 17. století, kdy po vymřelých Slavatech převzali Černínové část jejich dědictví; panství Jindřichův Hradec poté až do 20. století zůstalo rozlohou největším černínským majetkem.

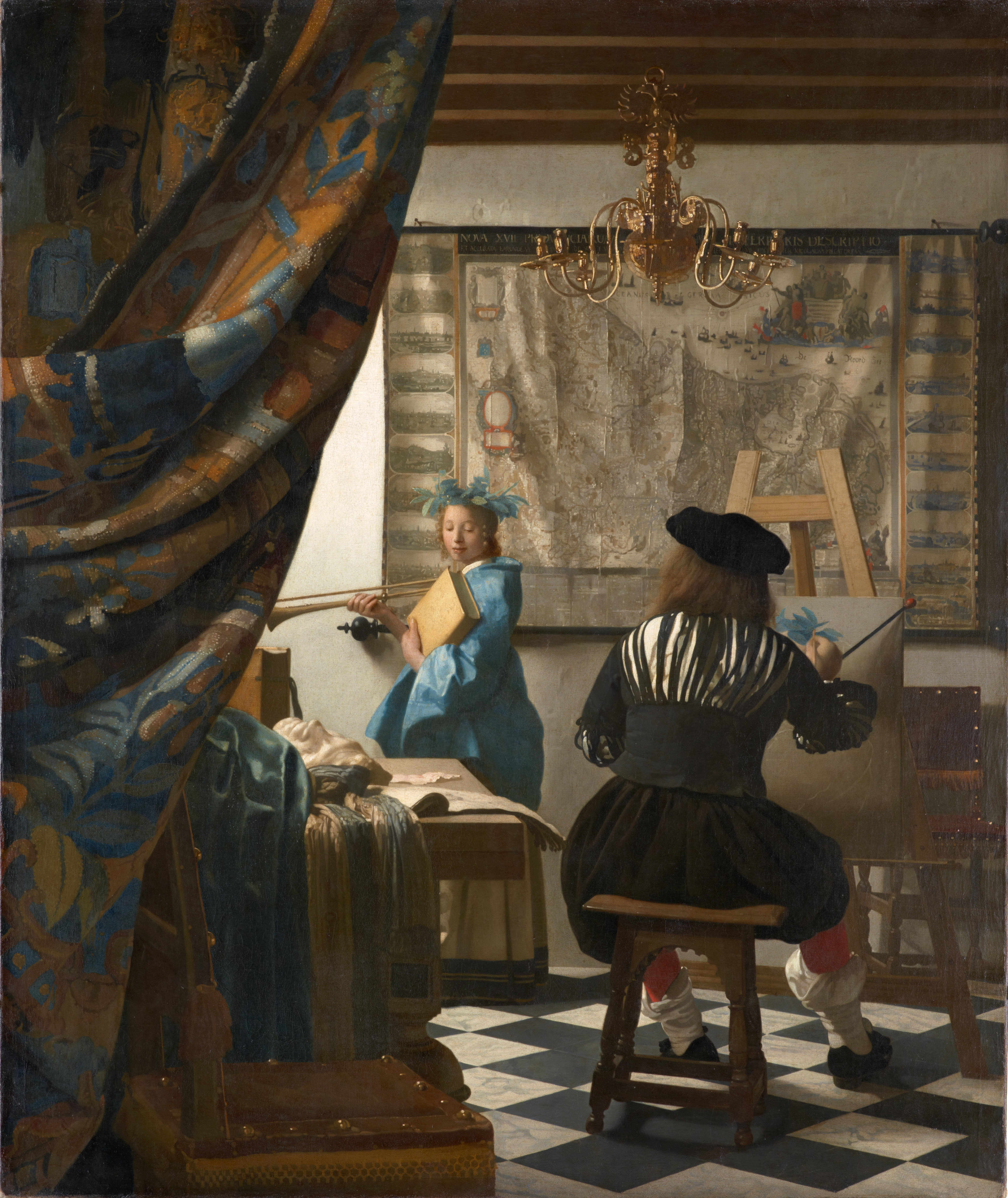
Obraz Alegorie malířství (Jan Vermeer)

Demonstrací postavení rodu byly mimo jiné obrovské půjčky poskytované státu na turecké války, později válku o španělské dědictví; Heřman Jakub Černín půjčil v roce 1703 státní pokladně více než milión zlatých. V další generaci pak Černínové platili vysoké částky za dvorské úřady a jejich pohledávky u dvora nakonec dosáhly částky bezmála čtyř miliónů zlatých. Nikdy nesplacené úvěry spolu s mohutnou stavební aktivitou přivedly rod do značných finančních potíží, které skončily hlubokou hospodářskou krizí. Po smrti bratrů Františka Josefa a Františka Antonína Černína bylo v letech 1733–1740 prodáno celkem 11 panství (Andělská Hora, Kosmonosy, Kost, Rabštejn nad Střelou, Stráž nad Nežárkou atd.), došlo i k aukčnímu prodeji movitostí (zbrojnice, 1733). Krátce poté došlo k další významné majetkové ztrátě v roce 1753, kdy panství Mělník spolu s menšími statky v jižních Čechách (Čížová, Drhovle) přešlo sňatkem na rod Lobkoviců.
Teprve po konsolidaci financí se Černínům až v 19. století podařilo získat nové statky, mimo jiné koupili znovu majetek v západních Čechách, který jim již dříve patřil (Stružná, Andělská Hora). Koncem 19. století získali dědictvím po vymřelých Morzinech rozsáhlý lesní majetek v Krkonoších (velkostatky Vrchlabí a Horní Maršov). Na počátku první republiky byl majetek rozdělen mezi několik členů rodu, ale v celkovém součtu jim patřilo přes 61 000 hektarů půdy a Černínové zaujali druhé místo v žebříčku velkostatkářů hned po rodu Schwarzenbergů. Do majetkové struktury významným způsobem zasáhla první pozemková reforma, většina majetku pak byla zestátněna v roce 1945. Jediným majetkem vráceným po roce 1989 byly zámek Dymokury ve středních Čechách, jehož majitelem je senátor Tomáš Czernin (* 1962), a zámek v Hlušicích v Královéhradeckém kraji.
Nejvýznamnější rodová sídla jsou ve správě Národního památkového ústavu a přístupná veřejnosti (Humprecht, Kozel, Krásný Dvůr), jako regionální muzeum je zpřístupněno i nejstarší sídlo Chudenice. Příležitostně je pro veřejnost otevřen i Černínský palác, kde sídlí ministerstvo zahraničí České republiky.
Mezi nejvýznamnější movitosti v majetku Černínů patřil obraz Alegorie malířství od holandského malíře Jana Vermeera. Počátkem 19. století jej za 50 florenů koupil Jan Rudolf Černín, v té době byl obraz považován za dílo jiného autora. Až ve 20. století bylo přiznáno autorství Janu Vermeerovi a hodnota obrazu výrazně stoupla. Před druhou světovou válkou o něj projevil zájem bohatý americký sběratel. Obraz byl tehdy umístěn ve vídeňském paláci Černínů a rakouské úřady prodej nepovolily. V roce 1940 koupil dílo za více než jeden a půl miliónu říšských marek Adolf Hitler. Černínové později až do 21. století usilovali o anulování této kupní smlouvy vzniklé údajně pod nátlakem, ale zpět jej nezískali. Obraz je dnes součástí sbírek Uměleckoprůmyslového muzea ve Vídni.

### Andělská Hora (1622–1734, 1868–1930)

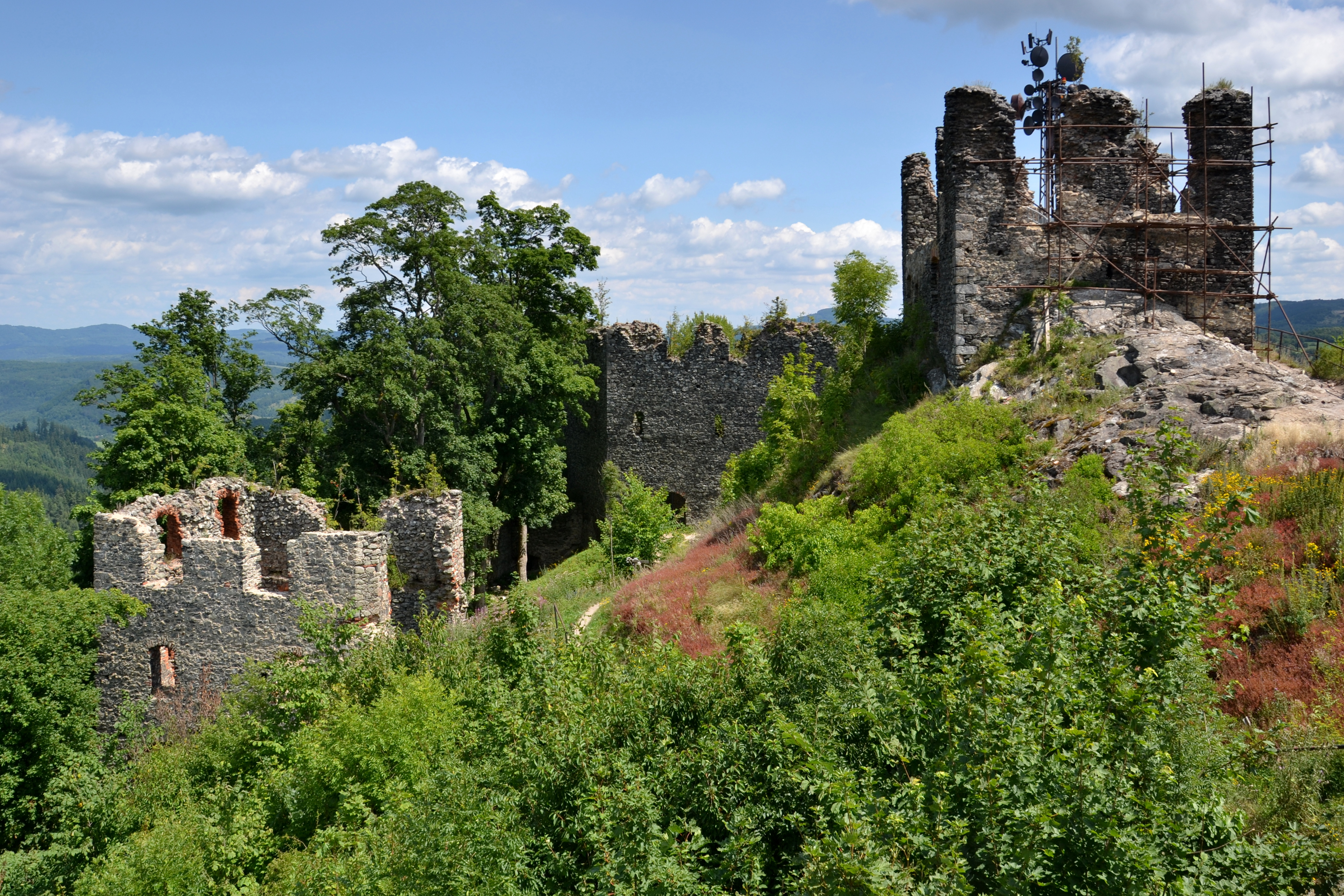
Zřícenina hradu Andělská Hora

Hrad Andělskou Horu poblíž Karlových Varů koupil v rámci pobělohorských konfiskací Heřman Černín spolu s Nejdkem a Stružnou (Kysibel) jako majetek zabavený Linhartu Colonnovi z Felsu. Transakce ze dne 5. října 1622 předepsala Černínovi kupní cenu bezmála 100 000 zlatých, ten ale výměnou královské komoře postoupil své východočeské panství Žleby. Hrad Andělská Hora byl ještě v roce 1681 obyvatelný, ale Černínové měli v té době k dispozici řadu jiných sídel, takže se zde nezdržovali. V podhradí zanechali významnou památku v podobě hřbitovního kostela Nejsvětější Trojice (1696–1712) podle projektu G. B. Alliprandiho. Spolu s Nejdkem a Stružnou byla Andělská Hora prodána v roce 1734 Hartigům. V roce 1868 ji koupil Heřman Černín (1819–1892) a koncem 19. století byly hradní zříceniny zajištěny a upraveny. Po radikálním zásahu v podobě první pozemkové reformy prodali Černínové v roce 1930 Andělskou Horu Šternberkům.

### Benešov nad Ploučnicí (1877–1888)

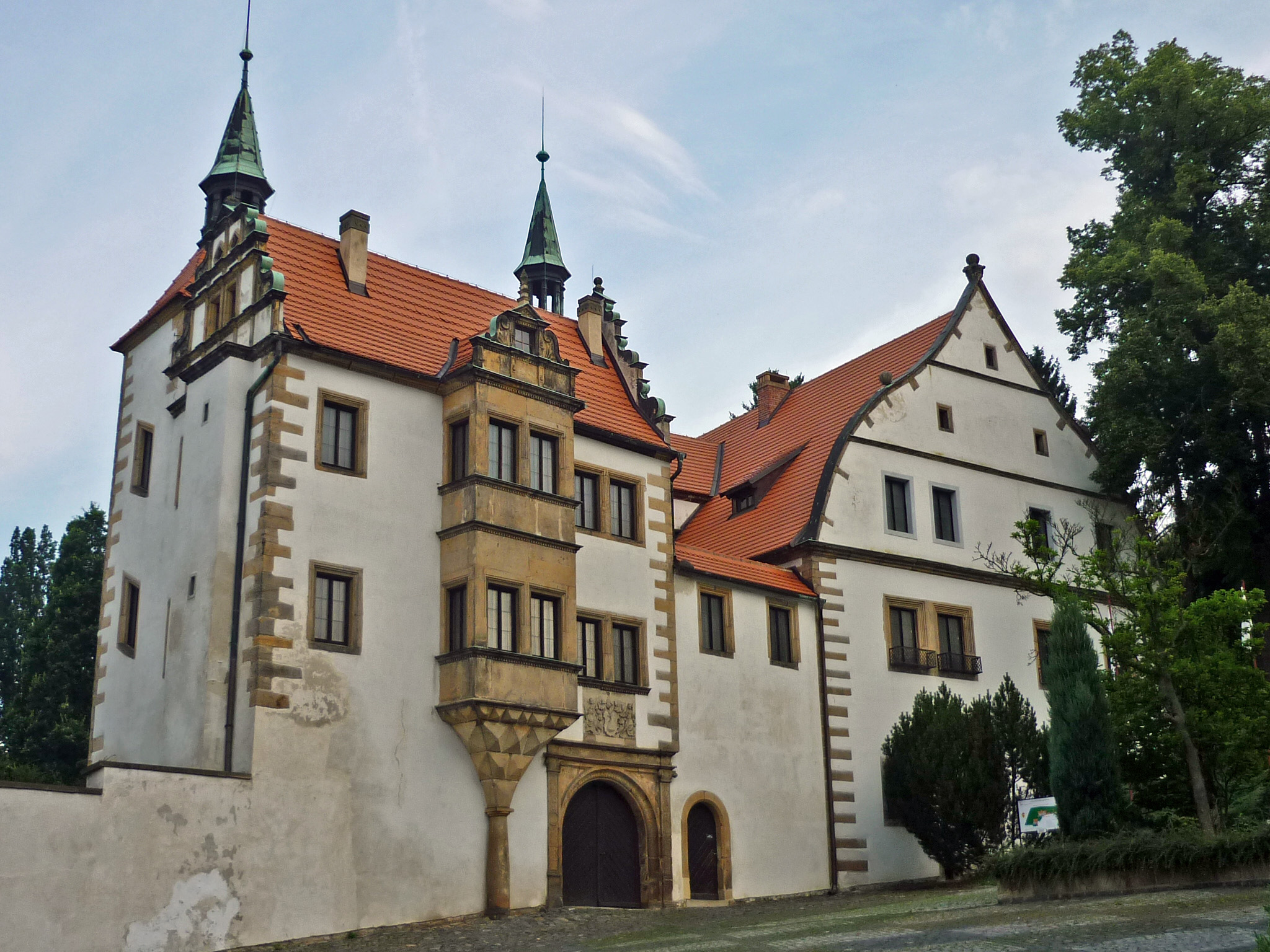
Dolní zámek v Benešově nad Ploučnicí

Vlastnictví Benešova bylo krátkou epizodou v historii Černínů. Dolní zámek s příslušenstvím koupila v roce 1877 od Karla Lumbeho Aloisie Černínová, rozená Morzinová (1832–1907) a hned začala podnikat stavební úpravy zámku, který byl pravděpodobně určen jako svatební dar pro syna Rudolfa. Již v roce 1888 ale Aloisie prodala statek průmyslnické rodině Grohmannů. Grohmannové pak od jejího švagra Josefa koupili i Vidim.

### Dymokury (1833–1948, od 1991)
Středočeské panství Dymokury poblíž Poděbrad patřilo od 17. století Colloredům a již v této době získalo značný rozsah s 1 městečkem a 31 vesnicemi. Jediná dcera předčasně zemřelého Josefa Colloreda Rosina (1815–1874) se v roce 1833 provdala za Otakara Černína z vinořské větve rodu a panství Dymokury mu přinesla věnem. Po její smrti byl velkostatek oceněn částkou dva milióny zlatých a patřilo k němu 6 811 hektarů půdy včetně ovocných sadů, pivovaru, cukrovaru, mlýna, cihelny, rybníků a polí. V roce 1871 byla novogoticky přestavěna zámecká kaple a byl rozšířen park. V této linii se Černínové za druhé světové války přihlásili k české národnosti, takže velkostatek jim byl zestátněn až v roce 1948. Po roce 1989 jim byly Dymokury vráceny v restitucích. Současným majitelem zámku je Tomáš Czernin (*1962), senátor a místostarosta v Dymokurech.

### Hlušice (1899–1944, od 1991)

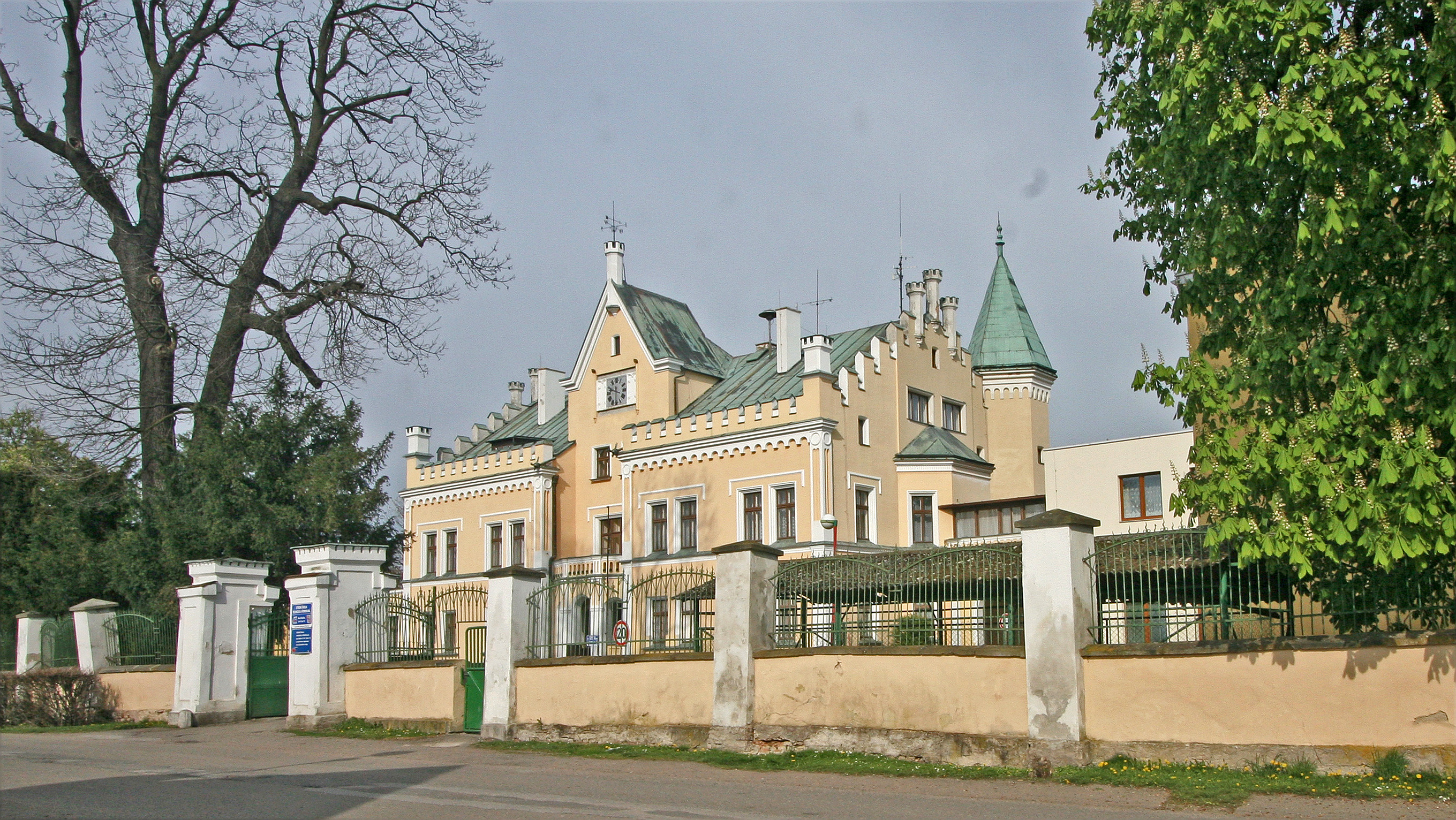
Zámek Hlušice

Statek Hlušice nedaleko Nového Bydžova s pseudogotickým zámkem postaveným v roce 1852 na místě někdejší tvrze a zbořeného barokního zámku, jejichž podoba není známá, koupil v roce 1899 Děpold Černín (1871–1931). Po něm se stal majitelem jeho syn Humprecht (1909–1944), který byl v roce 1942 zatčen gestapem a potom zemřel v plicním sanatoriu. Zámek je po restitucích opět v majetku rodiny Czerninů a jako odborné učiliště ho využívá Střední škola technická a řemeslná.

### Horní Maršov (1883–1945)

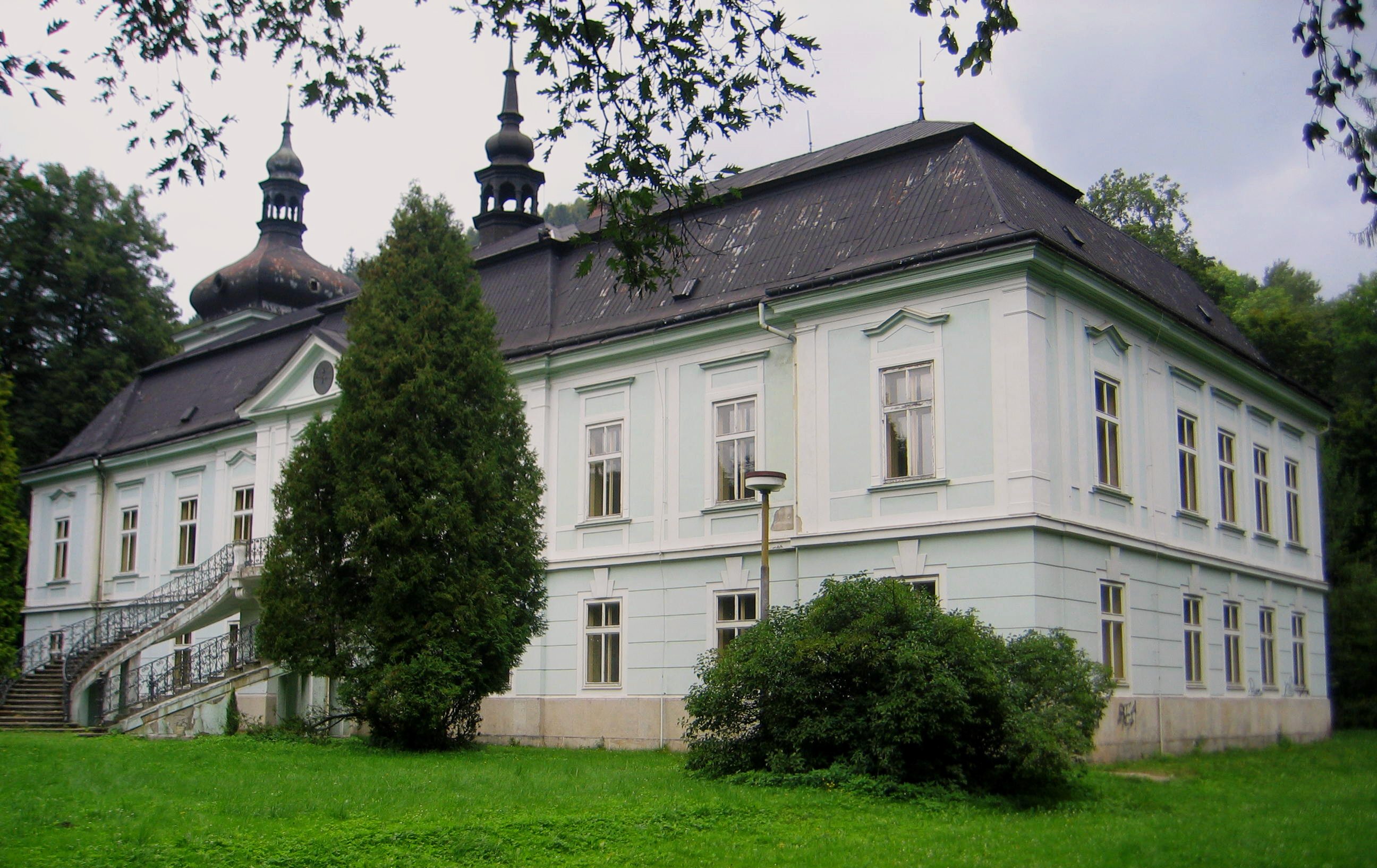
Zámek Horní Maršov

Velkostatek Horní Maršov koupila od hrabat Aichelburgů Aloisie Černínová, rozená Morzinová, která vlastnila sousední Vrchlabí. Díky spojeným velkostatkům Vrchlabí a Horní Maršov vlastnili Černínové rozsáhlé lesy v Krkonoších. V roce 1883 byl Horní Maršov oceněn na jeden milión zlatých a patřilo k němu přes 8 000 hektarů pozemků. Maršovský zámek byl v letech 1907–1910 novorenesančně upraven (představěné schodiště). Do rozlohy velkostatku zasáhla první pozemková reforma a po prodeji vrchlabského zámku německým státním úřadům v roce 1940 se stal Horní Maršov hlavním sídlem Jaromíra Černína (1908–1966). V roce 1945 byl velkostatek zestátněn, vnitřní vybavení bylo odvezeno do muzea v Trutnově.

### Chudenice (1291–1945)

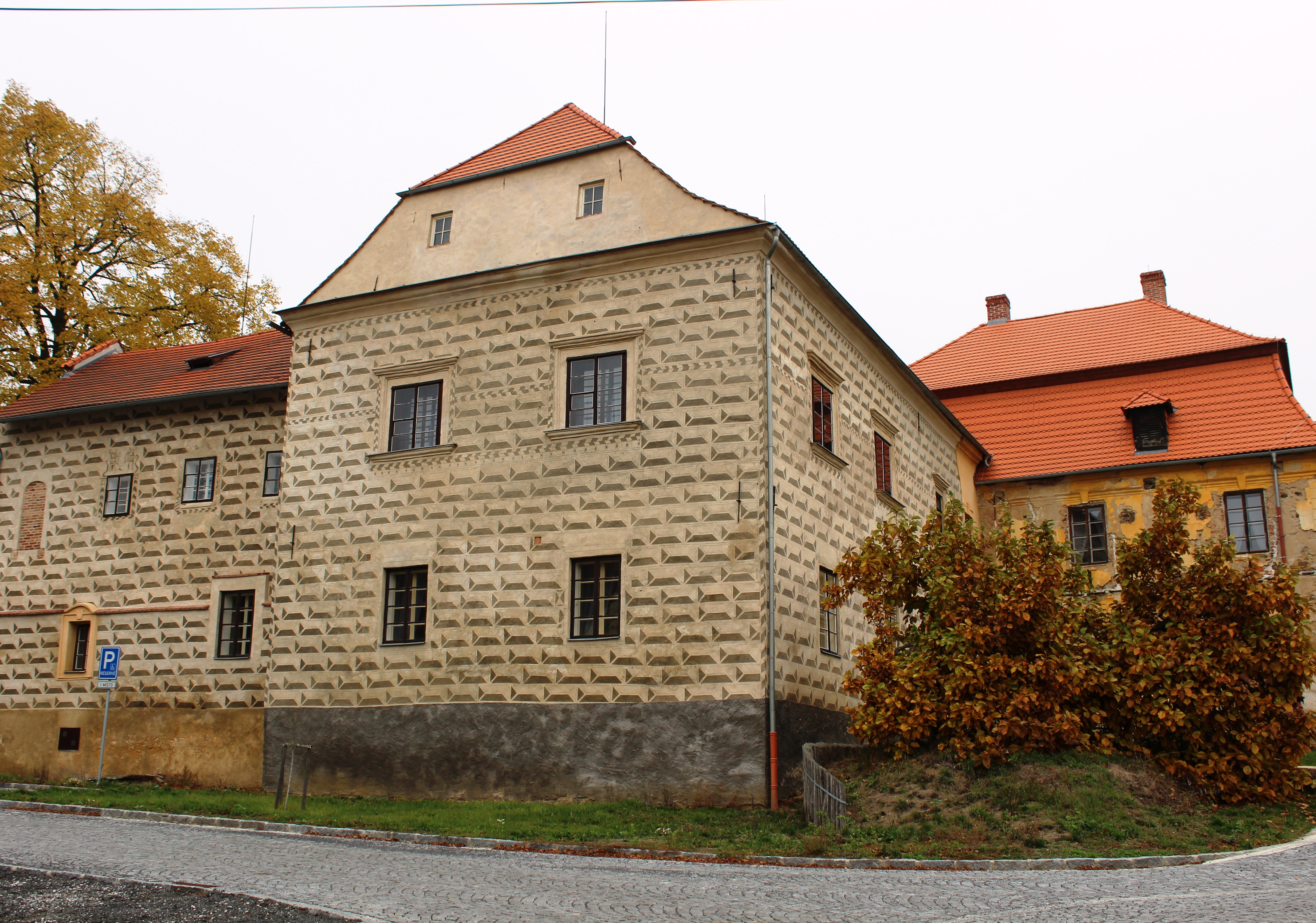
Zámek Chudenice

Chudenice poblíž Klatov jsou jediným statkem v Čechách, který nikdy nezměnil majitele a více než 650 let patřil Černínům z Chudenic. Poprvé se připomínají v roce 1291 jako majetek Drslava z Chudenic, tvrz vznikla pravděpodobně ve 14. století. Přestavba tvrze na renesanční zámek proběhla na přelomu 16. a 17. století. Po třicetileté válce vlastnil zadlužené panství Jan Heřman Černín a musel je prodat. Aby nejstarší rodové sídlo zůstalo v majetku Černínů, v roce 1678 je vykoupil jeho vzdálený příbuzný Humprecht Jan. Jeho nástupci pak k Chudenicím přikupovali další statky a vytvořili tak rozsáhlé panství s 45 vesnicemi. Některé nově nabyté statky byly prodány v době finanční krize Černínů (Osvračín, Kanice), jiné se staly trvalou součástí chudenického dominia (Švihov 1700, Chocomyšl 1711). Pro občasné pobyty Černínů byl podle projektu F. M. Kaňky přestavěn zámek v Chocomyšli, který však po požáru v roce 1773 sloužil jen hospodářským potřebám. Poblíž Chudenic byl postaven zámek Lázeň, který za Jana Rudolfa Černína patřil k oblíbeným rodovým sídlům. Velkostatek Chudenice byl do 20. století jednou z nejdůležitějších majetkových základen Černínů, patřilo k němu 6 678 hektarů půdy, 33 hospodářských dvorů, 16 ovčínů, 10 mlýnů, dvě pily, dvě cihelny a pivovar. V roce 1945 byly Chudenice Černínům zkonfiskovány.

### Jindřichův Hradec (1694–1945)

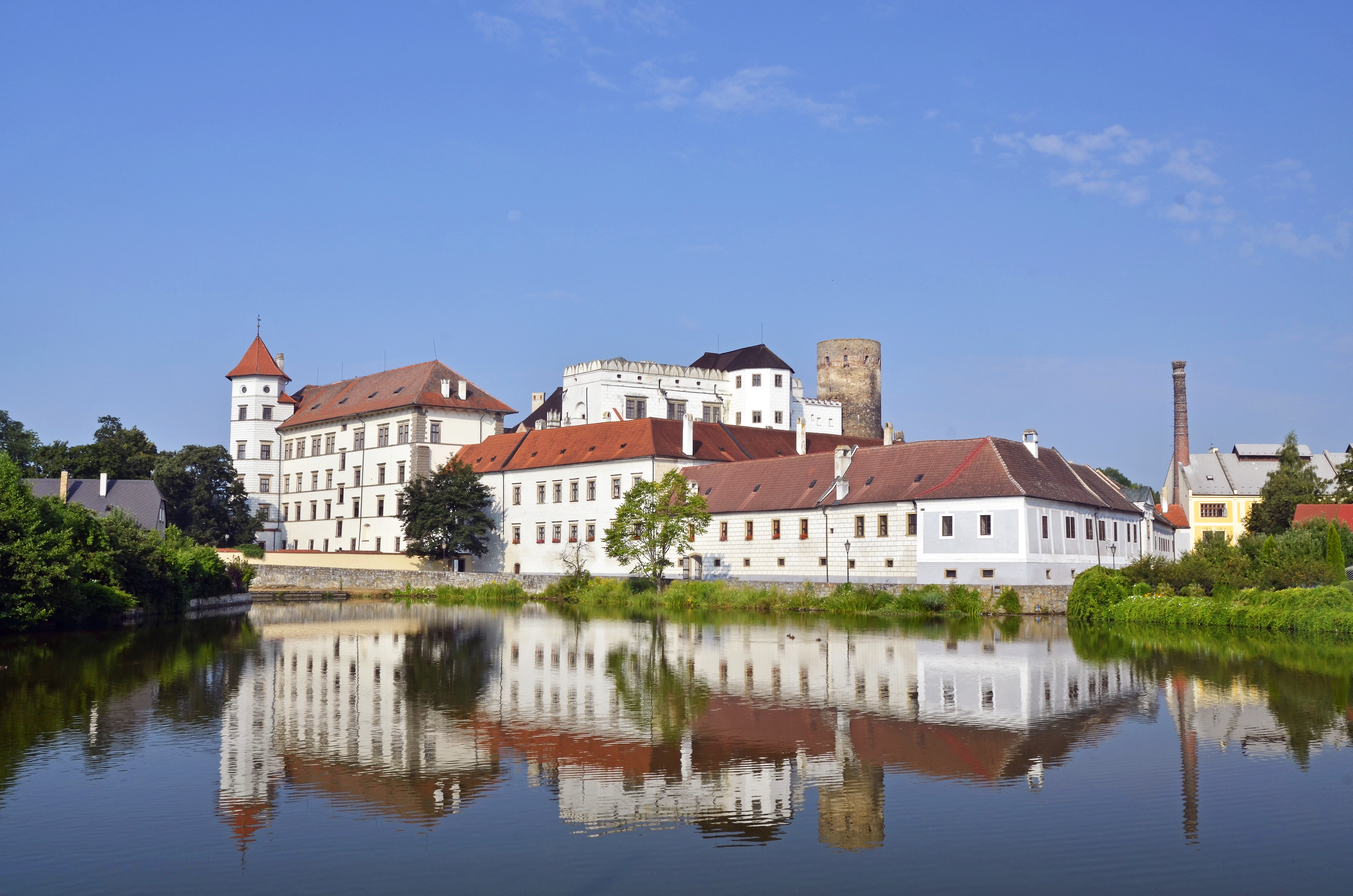
Zámek Jindřichův Hradec

Jindřichohradecké panství patřilo jako dědictví pánů z Hradce od počátku 17. století Slavatům. V roce 1691 zemřel poslední mužský potomek Slavatů Ferdinand Leopold a obrovský majetek se dělil mezi jeho tři sestry a šest neteří. Největší podíl představovaný Jindřichovým Hradcem získala Marie Josefa Slavatová (1669–1708), provdaná za Heřmana Jakuba Černína (1659–1710). Tem sice hned podnikl stavební úpravy zámku, ale Jindřichův Hradec nikdy nepatřil k oblíbeným sídlům Černínů, kteří pobývali spíše na zámcích v severních Čechách (Krásný Dvůr, Petrohrad). Po požáru zámku v roce 1773 zůstal zámek více než sto let v dezolátním stavu a až ve 20. století proběhly opravy (1906–1917, 1920–1923). Oblíbenou destinací se ale stalo polesí Jemčina, kde v 18. století vznikl lovecký zámek, který se stal za Jana Rudolfa Černína významným společenským centrem, dějištěm honů a kulturních akcí. Jindřichův Hradec byl až do roku 1945 největším panstvím v majetku Černínů a před první pozemkovou reformou k němu patřilo více než 11 000 hektarů půdy.

### Kosmonosy (1650–1740)

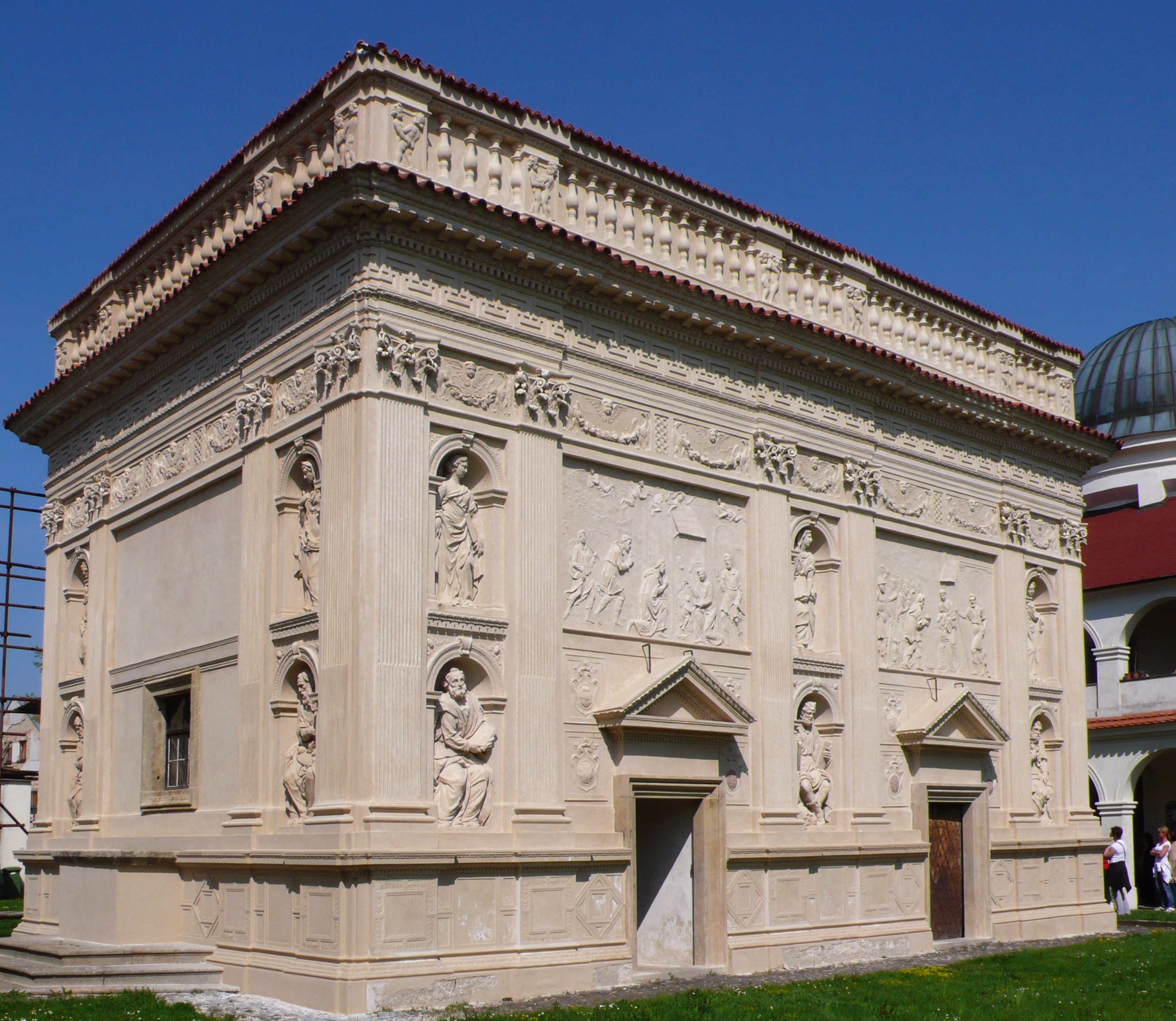
Loretánská kaple v Kosmonosích

Krátce před svou smrtí koupil Kosmonosy Heřman Černín od dědiců hraběte Wolfganga Pappenheima za 120 000 zlatých. Třicetiletou válkou vydrancované panství Černínové značně zvelebili, Humprecht Jan a jeho syn Heřman Jakub přizvali významné architekty (F. Caratti, G. B. Alliprandi) k vybudování hodnotných barokních staveb. Vznikla loreta s kostelem sv. Martina, piaristický klášter a v letech 1697–1709 honosný zámek, který však nebyl dokončen v plném rozsahu. Spolu s dalšími statky padly Kosmonosy za oběť obrovských černínských dluhů a v roce 1740 byly prodány hraběti Zikmundu Hrzánovi z Harasova.

### Kost (1637–1738)

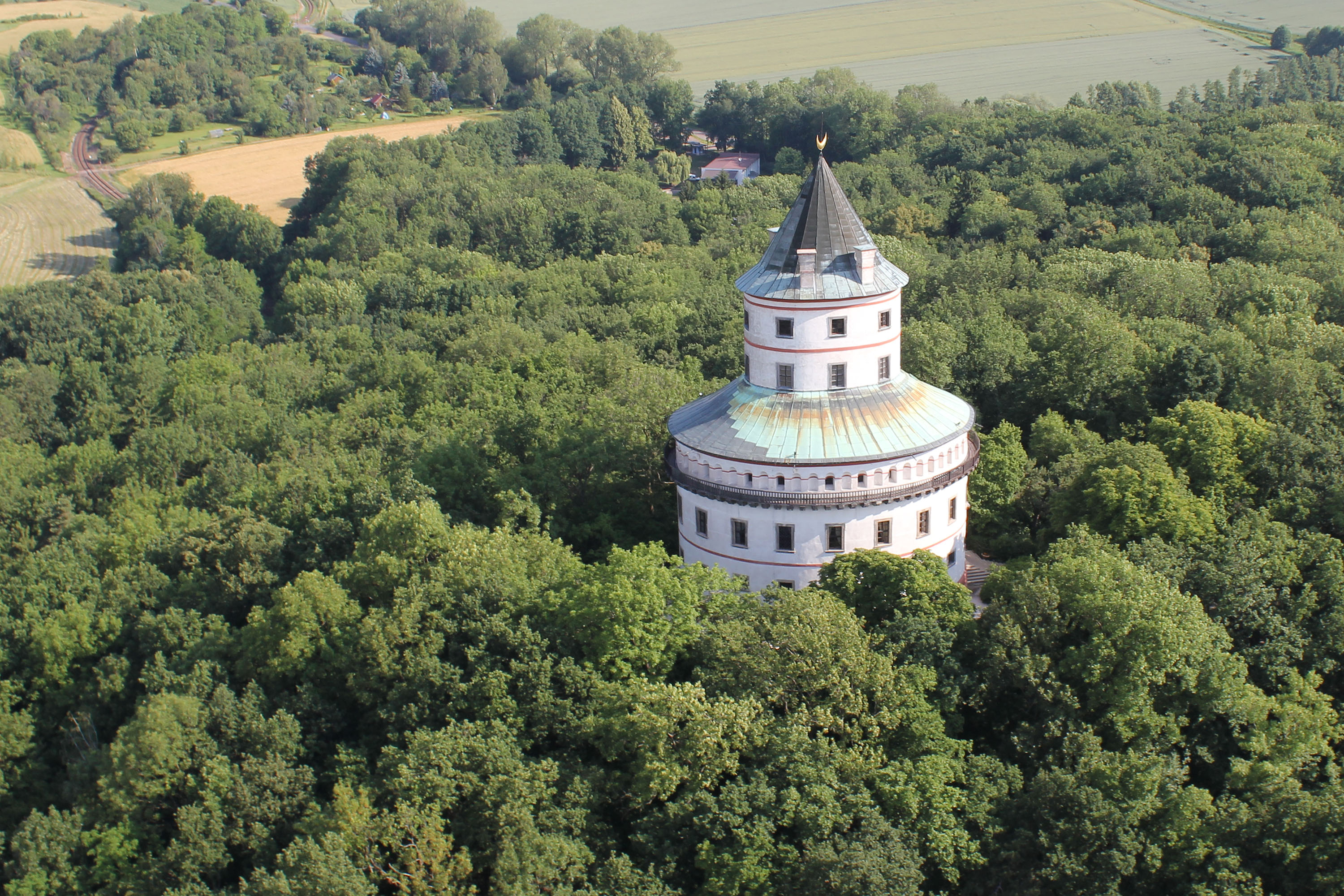
Zámek Humprecht

Panství Kost s vyhořelým hradem a městem Sobotkou koupil v roce 1637 Heřman Černín od knížete Václava Eusebia z Lobkovic. S ohledem na stav hradu zde Heřman Černín nepobýval a správu panství přenechával hejtmanům, kteří se kvůli jeho nespokojenosti často střídali. Za Humprechta Jana byl na kosteckém panství u Sobotky postaven zámek Humprecht podle projektu C. Luraga, jedna z nejvýznamnějších staveb spojených se jménem Černínů. V době hospodářského úpadku byla Kost v roce 1738 prodána Václavu Netolickému z Eisenberka.

### Kostomlaty pod Milešovkou (1624–1687)
Humprecht starší Černín koupil v roce 1624 Kostomlaty jako konfiskát po bratrech Oldřichu a Petru Pavlovi Kostomlatských z Vřesovic za podhodnocený odhad. Krátce nato rozšířil panství nákupy o další konfiskáty po jiných rodech (Černčice), později přibyly ještě Lhenice a Bukovice. V Kostomlatech byl hrad, který však byl v 17. století neobyvatelný a Humprecht Jan Černín nechal na místě tvrze postavit zámek (1664–1670) za účasti italských stavitelů. Černínové zde však příliš často nepobývali, o čemž svědčí zpráva z roku 1682 o uskladnění obilí v přízemí zámku. Kostomlaty nebyly součástí rodového fideikomisu a po smrti Humprechta Jana patřily jeho manželce Dianě Marii, která panství v roce 1687 prodala Clary-Aldringenům.

### Krásný Dvůr (1649–1945)

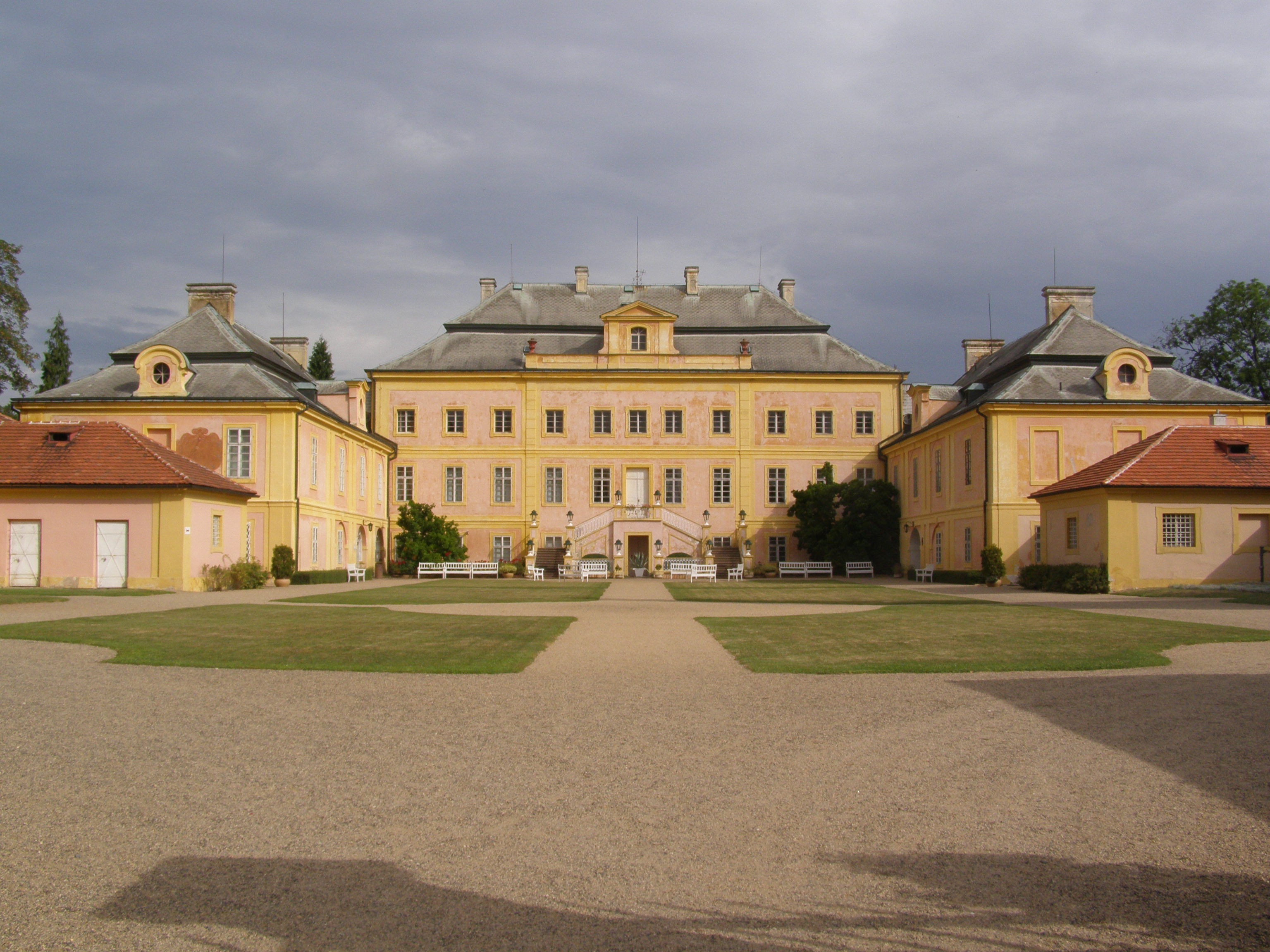
Zámek Krásný Dvůr

Statek Krásný Dvůr, zpustošený třicetiletou válkou, koupil v roce 1649 Heřman Černín, který již předtím získal menší statky v okolí, takže z Krásného Dvora se nakonec stalo jedno z větších panství v majetku Černínů. Tvrz v Krásném Dvoře prošla přestavbou na barokní zámek za Františka Josefa Černína (1697–1733), kterému na podobě reprezentačního sídla rodu velmi záleželo. Hrabě Černín osobně dohlížel na stavbu podle projektu F. M. Kaňky (1720–1722), již postavené budovy ale nechal strhnout a následovala nová výstavba zámku (1722–1725). Za Jana Rudolfa Černína (1757–1845) vznikl v Krásném Dvoře na přelomu 18.-19. století anglický park s řadou drobných staveb. Po jeho smrti bylo panství oceněno na více než jeden milión zlatých a ještě koncem 19. století patřilo k velkostatku více než 6 500 hektarů půdy. Za druhé světové války přešel zámek pod správu německých úřadů a stal se venkovským sídlem Joachima Ribbentropa a jako německý majetek byl v roce 1945 zestátněn.

### Lnáře (1675–1710)
Panství Lnáře se starým renesančním zámkem, nedokončeným barokním zámkem a pěti menšími statky koupil Humprecht Jan Černín od čtyř sester Vratislavových z Mitrovic. Ke Lnářům vzápětí přikoupil další statky (Bělčice, Hradiště) a dokončil barokní zámek, v němž se později usadil jeho mladší syn Tomáš Zachariáš, který také rozšířil panství dalšími nákupy (Málkov, Kadov, Pole). Po Tomášově smrti zdědila Lnáře dcera Marie Josefa se svým manželem hrabětem Leopoldem Küniglem.

### Mělník (1646–1753)

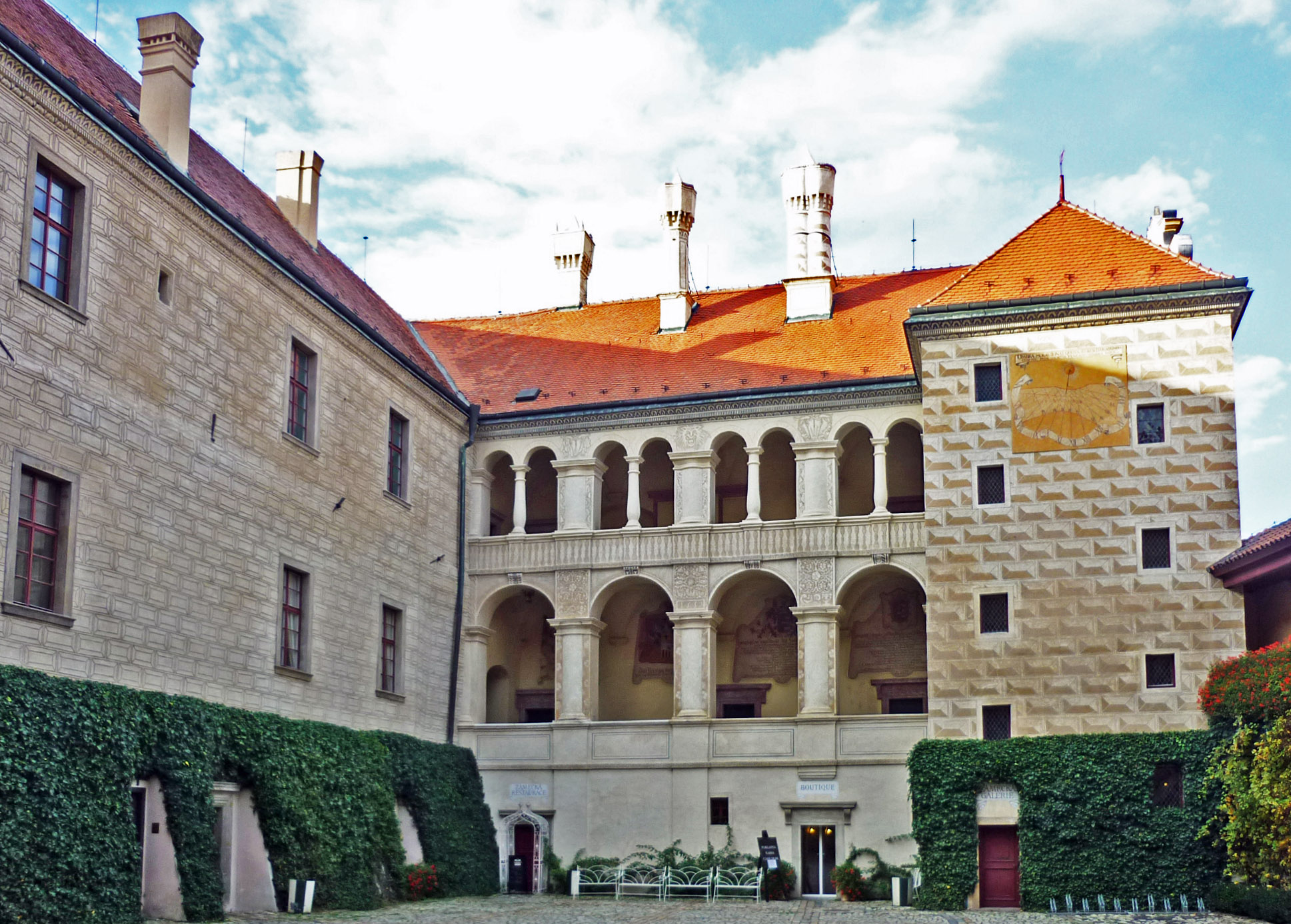
Zámek Mělník

Královské panství Mělník se zámkem dostal do zástavní držby Heřman Černín v roce 1646 za 95 000 zlatých. Zatímco jeho ostatní majetek zdědil prasynovec Humprecht Jan, Mělník získala vdova po Heřmanovi Sylvie Kateřina. Ta se však podruhé provdala a podle Heřmanovy závěti o Mělník přišla, takže v roce 1659 jej převzal Humprecht Jan. Jeho syn Heřman Jakub vykoupil panství v roce 1687 do dědičného vlastnictví za čtvrt miliónu zlatých a přistoupil k opravě mělnického zámku (G. B. Maderna, D. E. Rossi). Po roce 1696 nechal postavit lovecký zámek v nedalekém Hoříně (G. B. Alliprandi), který se později po několika přestavbách (F. M. Kaňka, J. A. Spannbrucker) měl stát jedním z hlavních sídel Černínů. Po smrti Františka Antonína Černína (1739) se dědičkou Mělníka s Hořínem stala jeho dcera Marie Ludmila (1738–1790), která se v roce 1753 provdala za knížete Augusta Lobkovice (1729–1803) a celý zděděný majetek mu přinesla věnem.

### Nebílovy (1715–1816)
Statek Nebílovy poblíž Plzně byl součástí šťáhlavského panství, od nějž byl oddělen v roce 1705. Obě panství pak znovu spojila hraběnka Anna Josefa Černínová (1685–1755), která koupila nejprve Šťáhlavy (1710) a pak i Nebílovy s osmi vesnicemi (1715). Toto nové panství bylo určeno pro jejího mladšího syna Františka Antonína (1710–1739), který zároveň vlastnil Mělník. Po jeho smrti byly západočeské statky prodány a v roce 1739 je koupil vzdálený příbuzný Heřman Jakub Černín (1706–1784) z chudenické větve. Jeho syn Jan Vojtěch (1745–1816) nechal v letech 1784–1789 opravit Nebílovský zámek, zároveň stavěl sezónní lovecké sídlo Kozel (1785–1789). Po jeho bezdětné smrti zdědil Šťáhlavy i Nebílovy jeho prasynovec Kristián z Valdštejna.

### Petrohrad (1623–1945)

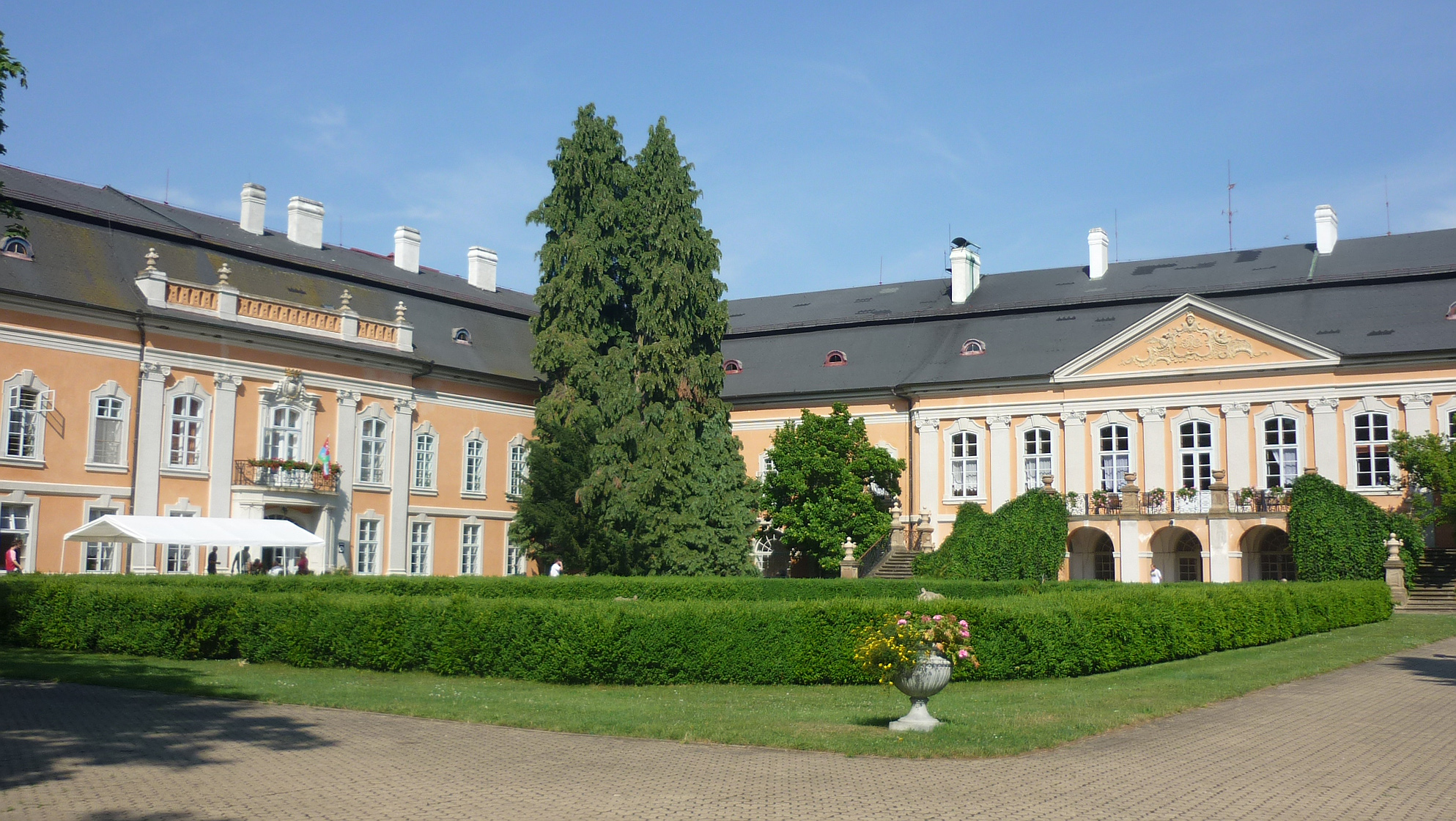
Zámek Petrohrad

Panství Petrohrad s dalšími statky (Soseň, Pšovlky) koupil v roce 1622 jako konfiskát po Libštejnských z Kolovrat Heřman Černín za 76 000 zlatých, z kupní ceny mu ale bylo později odpuštěno 17 000 zlatých za prokázané služby. Podle projektu G. B. Alliprandiho zde v letech 1697–1703 vznikl honosný barokní zámek. Jižně od Petrohradu poblíž Jesenice vznikla symetricky koncipovaná obora a v jejím středu byl postaven lovecký zámek Hubert. Rozprodej četných zadlužených statků a zisk nových financí umožnil Prokopu Vojtěchu Černínovi hned po dosažení zletilosti a převzetí majetku přistoupit k zásadní přestavbě petrohradského zámku po roce 1747, v další generaci pak Jan Rudolf zřídil kolem zámku anglický park. Po smrti Jana Rudolfa (1845) bylo panství oceněno na třičtvrtě miliónu zlatých. Petrohrad zůstal až do 20. století jednou z majetkových základen Černínů a zámek patřil k hlavním rodovým sídlům. Koncem 19. století měl velkostatek rozlohu 7 550 hektarů půdy a náleželo k němu 11 hospodářských dvorů, pivovar, mlýn a mlékárna. Velkostatek byl zestátněn v roce 1945 a v zámku je od roku 1952 umístěna psychiatrická léčebna.

### Rabštejn nad Střelou (1714–1733)

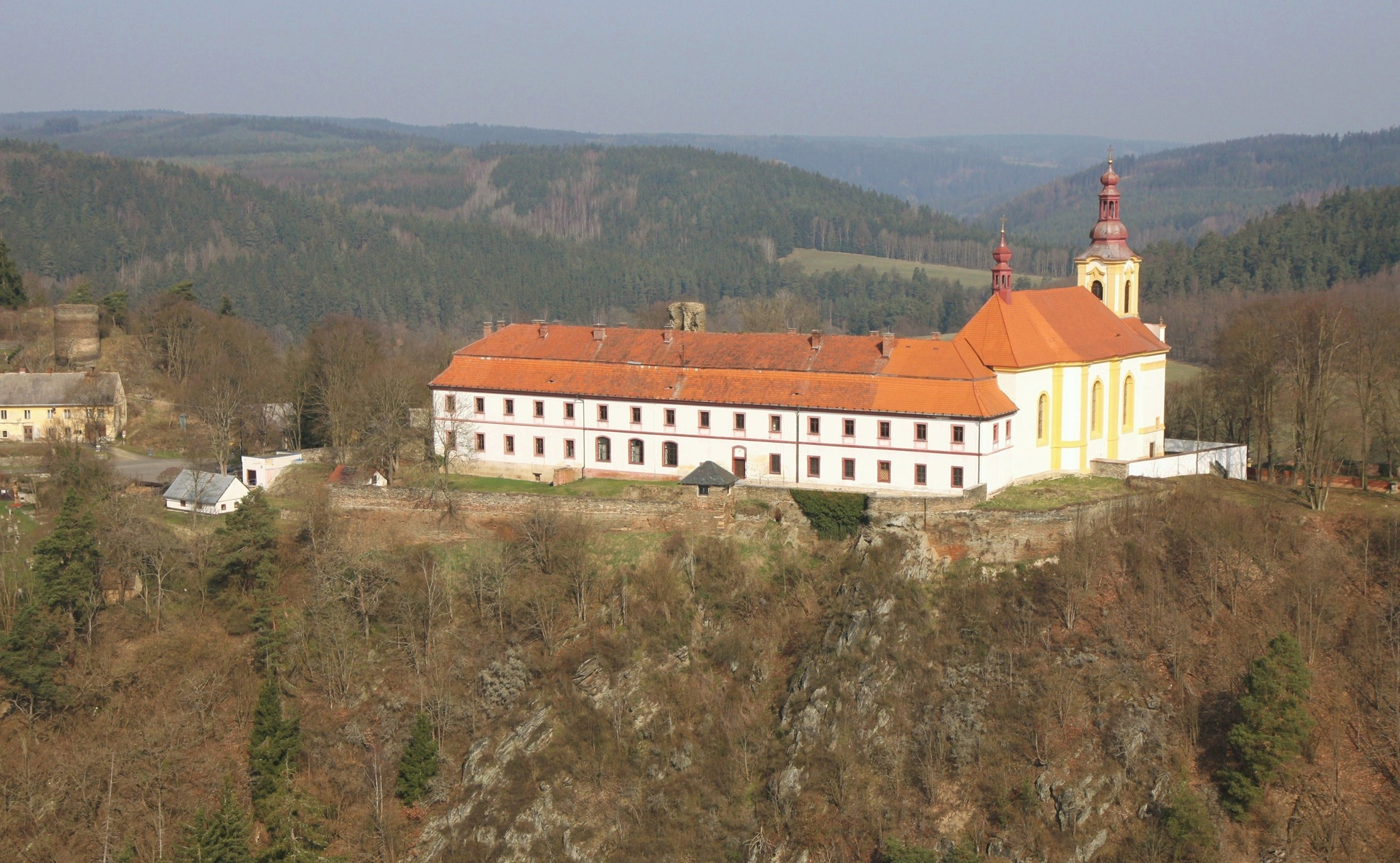
Zámek Rabštejn nad Střelou

Rabštejn nad Střelou s nově postaveným barokním zámkem koupila poručnická správa pro nezletilého Františka Josefa Černína v roce 1714 za 216 000 zlatých od hrabat Pöttingů. O necelých dvacet let později se Rabštejn stal prvním panstvím které bylo prodáno na úhradu obrovských černínských dluhů. Že se bezprostředně po předčasné smrti Františka Josefa nejednalo o hromadný rozprodej věřitelům, svědčí fakt, že Rabštejn se dostal víceméně do rodiny. V roce 1733 koupila Rabštejn sestřenice Františka Josefa Marie Gabriela Lažanská z Bukové rozená Černínová z Chudenic. Za Lažanských byl Rabštejn spojen s jejich dříve získaným Manětínem.

### Sedlice (1726–1753)
Panství Sedlice poblíž Strakonic koupila poručnická správa pro nezletilého Františka Antonína Černína (1710–1739) v roce 1716 od dědiců Adama Lažanského z Bukové. K sedlickému panství patřilo město s deseti vesnicemi, hospodářským dvorem a pivovarem. Spolu s Mělníkem přešel tento majetek sňatkem v roce 1753 do vlastnictví Lobkoviců.

### Stráž nad Nežárkou (1715–1735)
Panství Stráž nad Nežárkou bylo součástí rozsáhlého dědictví vymřelého rodu Slavatů, původně jej ale získali Šternberkové. Černínové, kteří po Slavatech zdědili Jindřichův Hradec, usilovali o rozšíření majetku v této oblasti a v roce 1715 koupila Stráž poručnická správa pro nezletilého Františka Josefa Černína. O dvacet let později se Stráž stala jedním z panství, které museli Černínové prodat kvůli obrovskému zadlužení a panství koupil baron Jan Petr Jungwirth.

### Stružná (Kysibel) (1622–1734, 1863–1930)

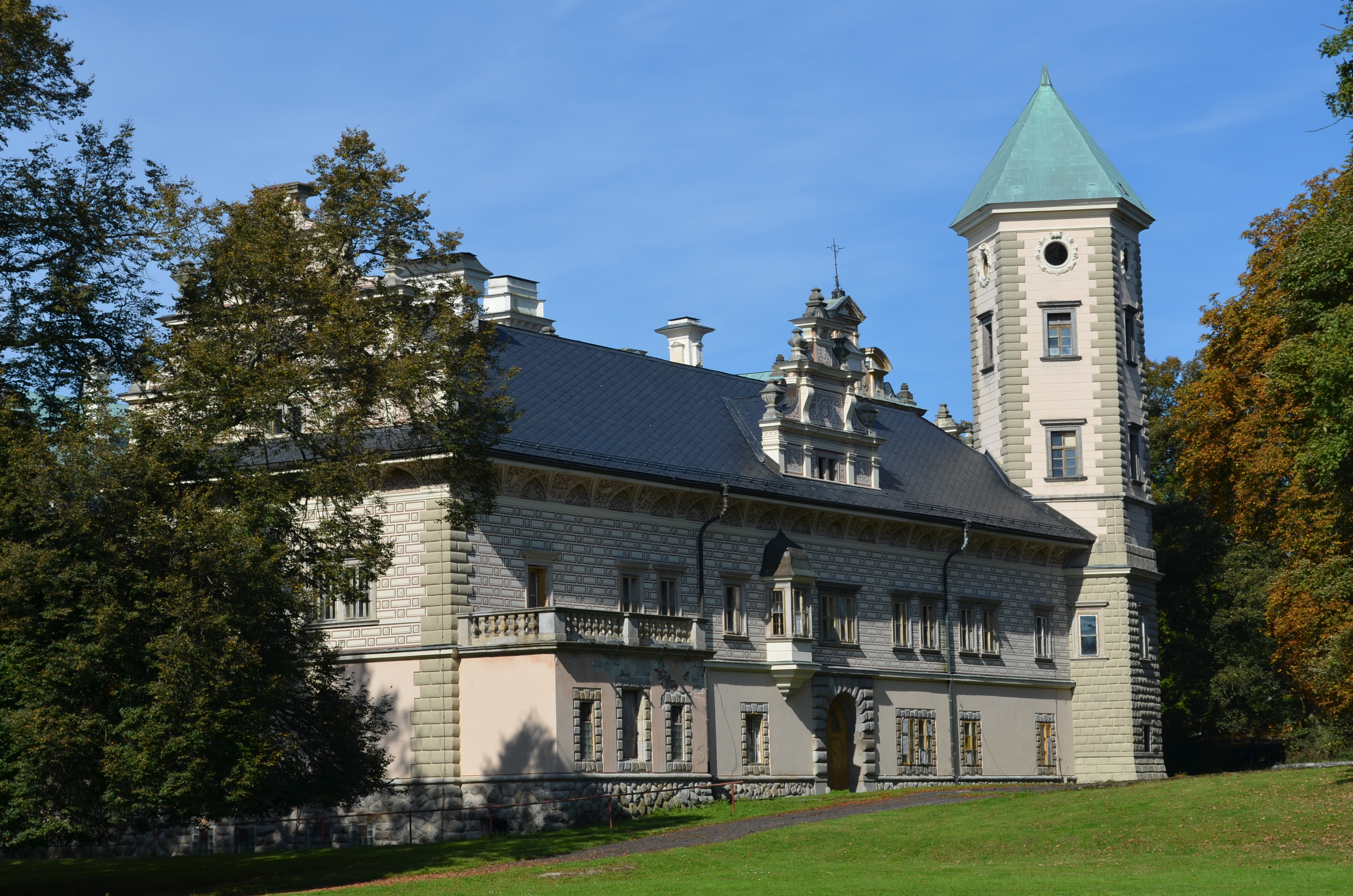
Zámek Stružná

Západočeské panství Stružná (Kysibel) spolu s Nejdkem a Andělskou Horou bylo před Bílou horou vlastnictvím stavovského vojevůdce Linharta Colonny z Felsu. Jemu byl majetek zkonfiskován a celý komplex získal za bezmála 100 000 zlatých v roce 1622 Heřman Černín. Tuto sumu ale nezaplatil, náhradou postoupil královské komoře východočeské Žleby, které vlastnil od roku 1615. Na panství Stružná se Černínové v několika generacích potýkali s nespokojeností poddaných a jejich stížnostmi až ve Vídni. Zámek Stružná prošel barokními úpravami za účasti předních architektů (F. Caratti 1675–1676, G. B. Alliprandi 1700–1701). V době hospodářského úpadku Černínů bylo panství v roce 1734 prodáno Hartigům, později se zde vystřídali další majitelé. Do majetku Černínů se vrátilo v roce 1863, kdy je koupil Heřman Černín (1819–1892), který se svou manželkou Aloisií, rozenou Morzinovou, vlastnil v Podkrkonoší Vrchlabí a Horní Maršov. Zámek ve Stružné byl v letech 1876–1877 honosně přestavěn v novorenesančním stylu. K velkostatku patřilo 2 871 hektarů půdy, porcelánka, pivovar, mlýn a hospodářský dvůr. Rozsah velkostatku byl značně zredukován první pozemkovou reformou a jeho zbytek se zámkem koupil v roce 1930 Leopold ze Šternberka.

### Šťáhlavy (1710–1816)

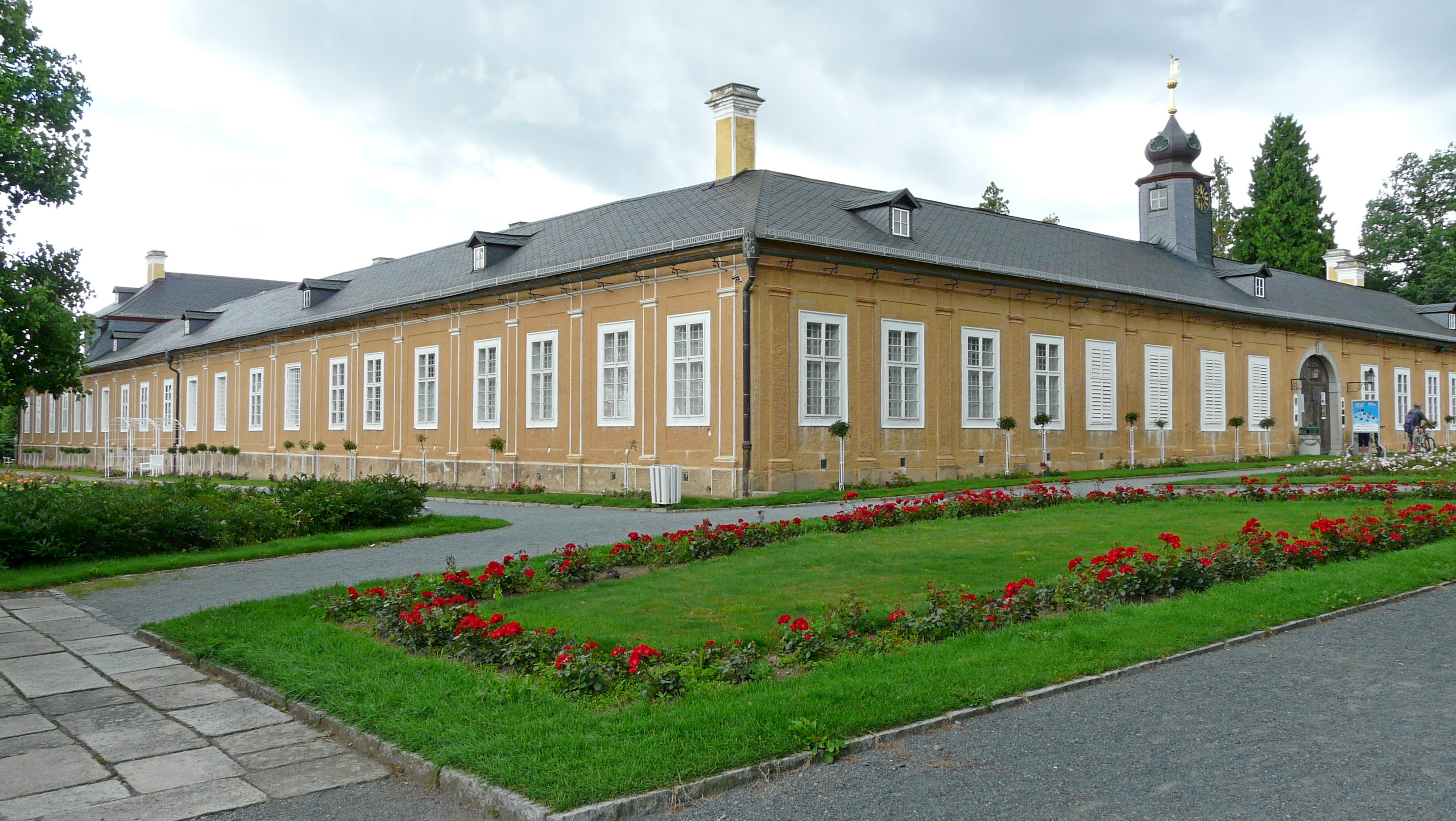
Lovecký zámek Kozel

Panství Šťáhlavy poblíž Plzně koupila od hraběte Jana Jindřicha Kokořovce Anna Josefa Černínová v roce 1710 pro svého nezletilého syna Františka Antonína za 260 000 zlatých. V roce 1715 pak ještě přikoupila sousední Nebílovy, které byly již předtím součástí šťáhlavského panství. Zámek ve Šťáhlavech byl po požáru v roce 1718 upraven, ale Černínové zde nesídlili. Po smrti Františka Antonína bylo panství v roce 1739 prodáno, ale zůstalo v majetku Černínů, protože je koupil vzdálený příbuzný Heřman Jakub (1706–1784) z chudenické větve rodu. Ten učinil ze šťáhlavského zámku své hlavní sídlo, jeho syn Jan Vojtěch (1745–1816) nechal poblíž Šťáhlav postavit lovecký zámek Kozel (1784–1789) podle projektu pražského stavitele Václava Haberditze. Po vymření chudenické větve Černínů v roce 1816 přešly Šťáhlavy i s Kozlem na spřízněné Valdštejny.

### Švihov (1598–1945)
Vodní hrad Švihov poblíž Klatov byl od poloviny 16. století majetkem Kavků z Říčan, kteří se ale zadlužili. Nároky jejich věřitelů skoupil po roce 1595 Humprecht Černín (1525–1601) z chudenické rodové větve, který byl tak od roku 1598 novým a jediným majitelem Švihova. Po třicetileté válce měl být Švihov na císařský příkaz zbořen, aby nemohl sloužit jako opěrný bod nepřátelským vojskům, ale díky intervencím Černínů nakonec došlo jen k demolici vnějšího opevnění. Samotný hrad však již v té době nebyl prakticky obyvatelný a postupně se měnil na hospodářský objekt. Vlastnické poměry ve druhé polovině 17. století byly značně nepřehledné, až v roce 1700 koupil panství Heřman Jakub z hlavní rodové větve a administrativně sloučil Švihov se sousedními Chudenicemi. Přes drobné stavební úpravy během 17.–19. století zůstal švihovský hrad jen rozsáhlým areálem pro hospodářské potřeby. Spolu s Chudenicemi byl Švihov majetkem Černínů až do roku 1945.

### Vinoř (1650–1919)

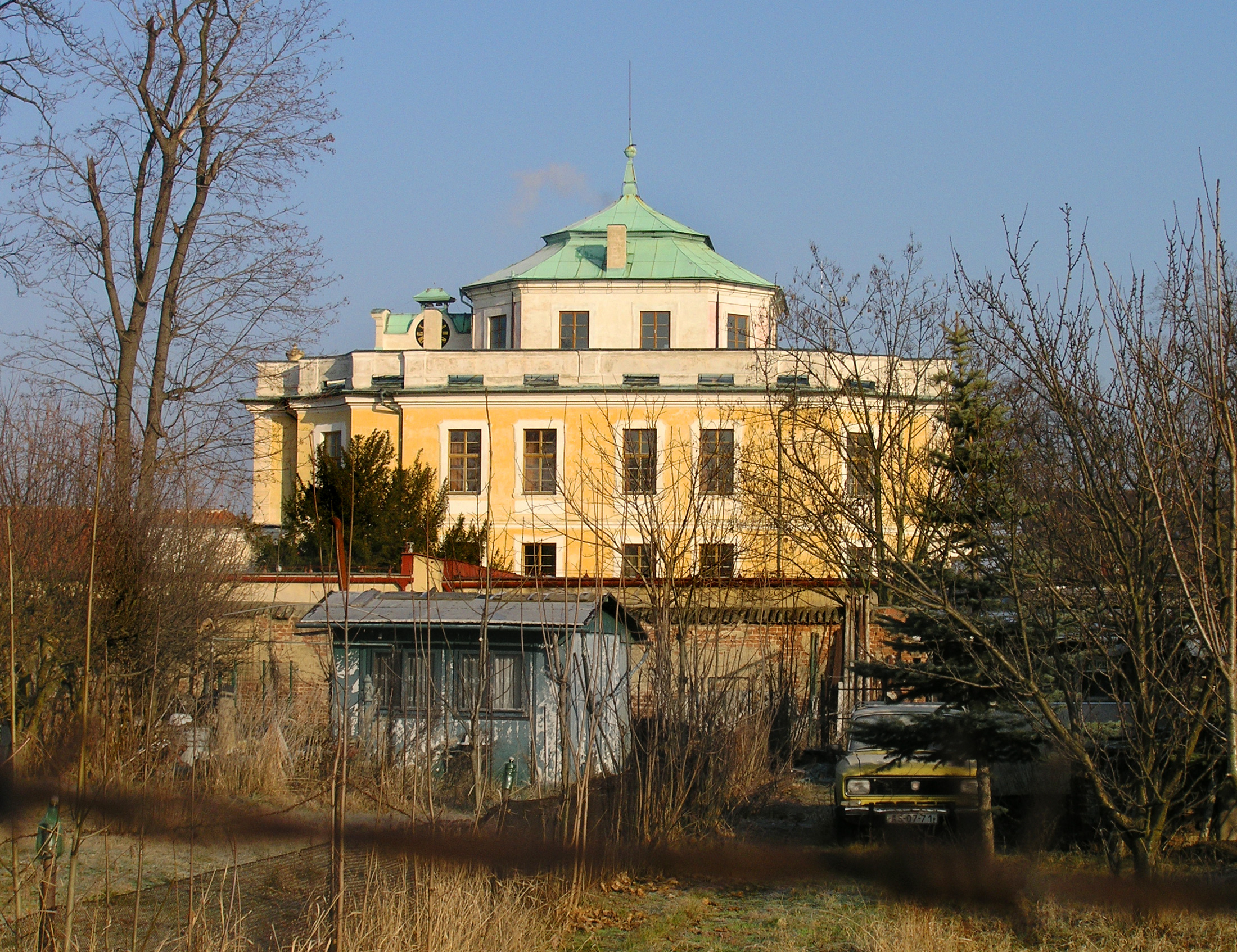
Zámek Vinoř

Nevelké panství Vinoř u Prahy koupil v roce 1650 Heřman Černín od Karla Ferdinanda z Valdštejna za 28 000 zlatých. V letech 1719–1724 byl ve Vinoři postaven hodnotný barokní zámek podle projektu F. M. Kaňky, a i když nebyl hlavním rodovým sídlem, jako destinace nejblíž k hlavnímu městu se těšil značné pozornosti rodiny, o čemž svědčí bohaté umělecké vybavení. V roce 1797 byl rozdělen fideikomis a Vinoř byla vyčleněna jako majetková základna pro nově vzniklou vinořskou větev Černínů, jejímž zakladatelem byl Volfgang Černín (1766–1813). V 19. století měl velkostatek rozlohu 1 850 hektarů půdy a v roce 1853 byl oceněn na bezmála jeden milión zlatých. V první polovině 19. století si rodina na vinořském hřbitově nechala postavit klasicistní hrobku. Posledním majitelem byl ministr zahraničí Otakar Černín (1872–1932), který díky své úloze v závěru existence Rakouska-Uherska dostal zákaz vstupu na území Československo a velkostatek mu byl vyvlastněn. Částečně byl odškodněn částkou 4 miliónů korun, zámek i s vnitřním vybavením poté koupil ředitel Živnobanky Jindřich Bělohříbek.

### Vrchlabí (1881–1940)

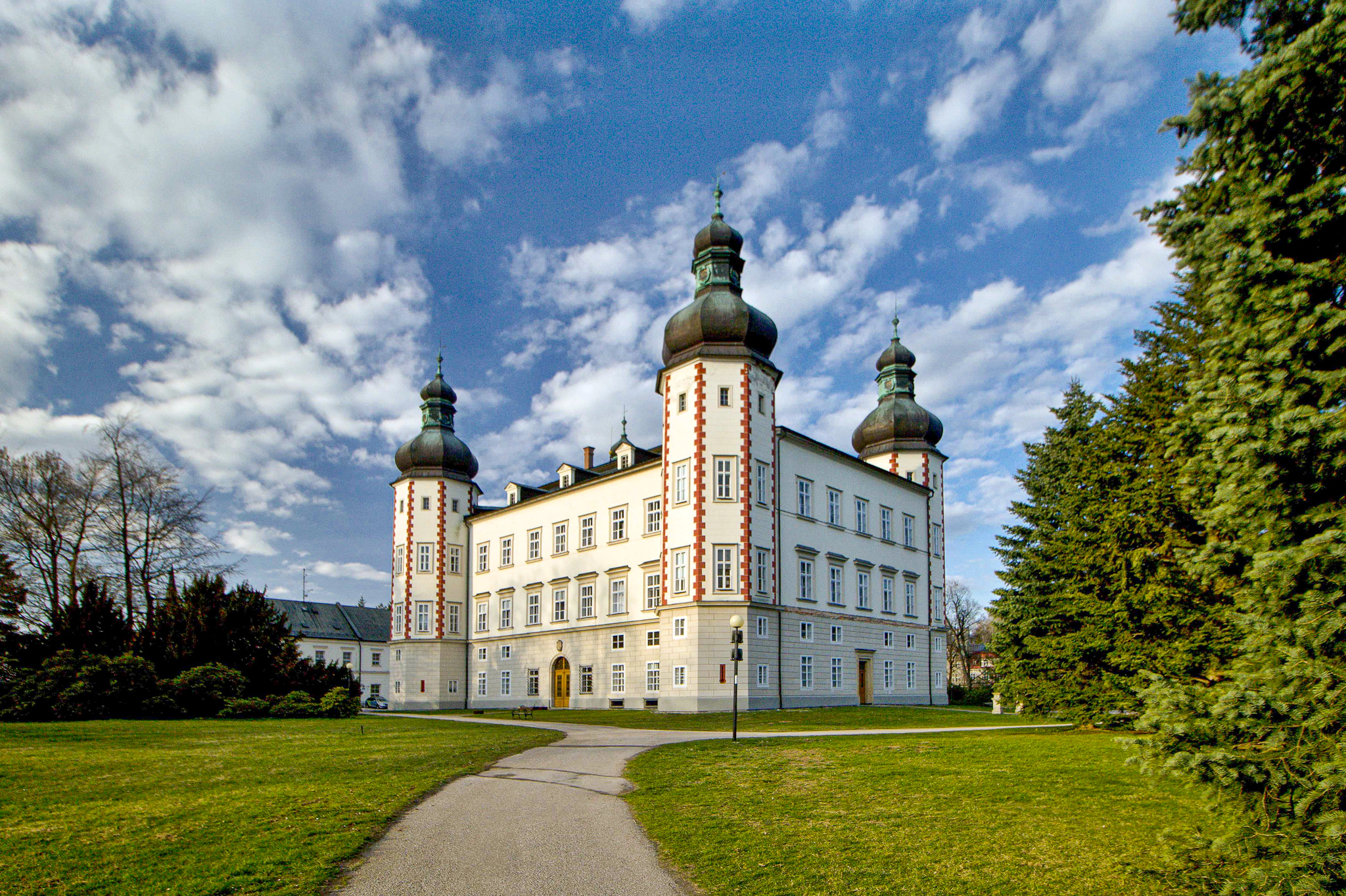
Zámek Vrchlabí

Po vymření rodu Morzinů zdědila velkostatek Vrchlabí poslední dědička Aloisie Morsinová (1832–1907), provdaná za Heřmana Černína. Součástí dědictví po Morzinech byl i rodový palác v Praze, který byl později prodán za první republiky. Vrchlabský zámek se stal sídlem rodiny, a proto byl v letech 1890 a 1895 stavebně upravován. K velkostatku patřilo 8 662 hektarů půdy, převážně lesních porostů v Krkonoších. Na majetek byla již v roce 1919 uvalena vnucená správa kvůli špatnému hospodaření a nedostatečné spolupráci se státními úřady ohledně dodávek dřeva. Většina lesů v Krkonoších poté byla zestátněna pozemkovou reformou, zámek ve Vrchlabí prodali Černínové v roce 1940 německým úřadům a přesídlili do Horního Maršova. Zbytek velkostatku byl jako německý majetek zkonfiskován v roce 1945.

## Význačné osobnosti zrodu

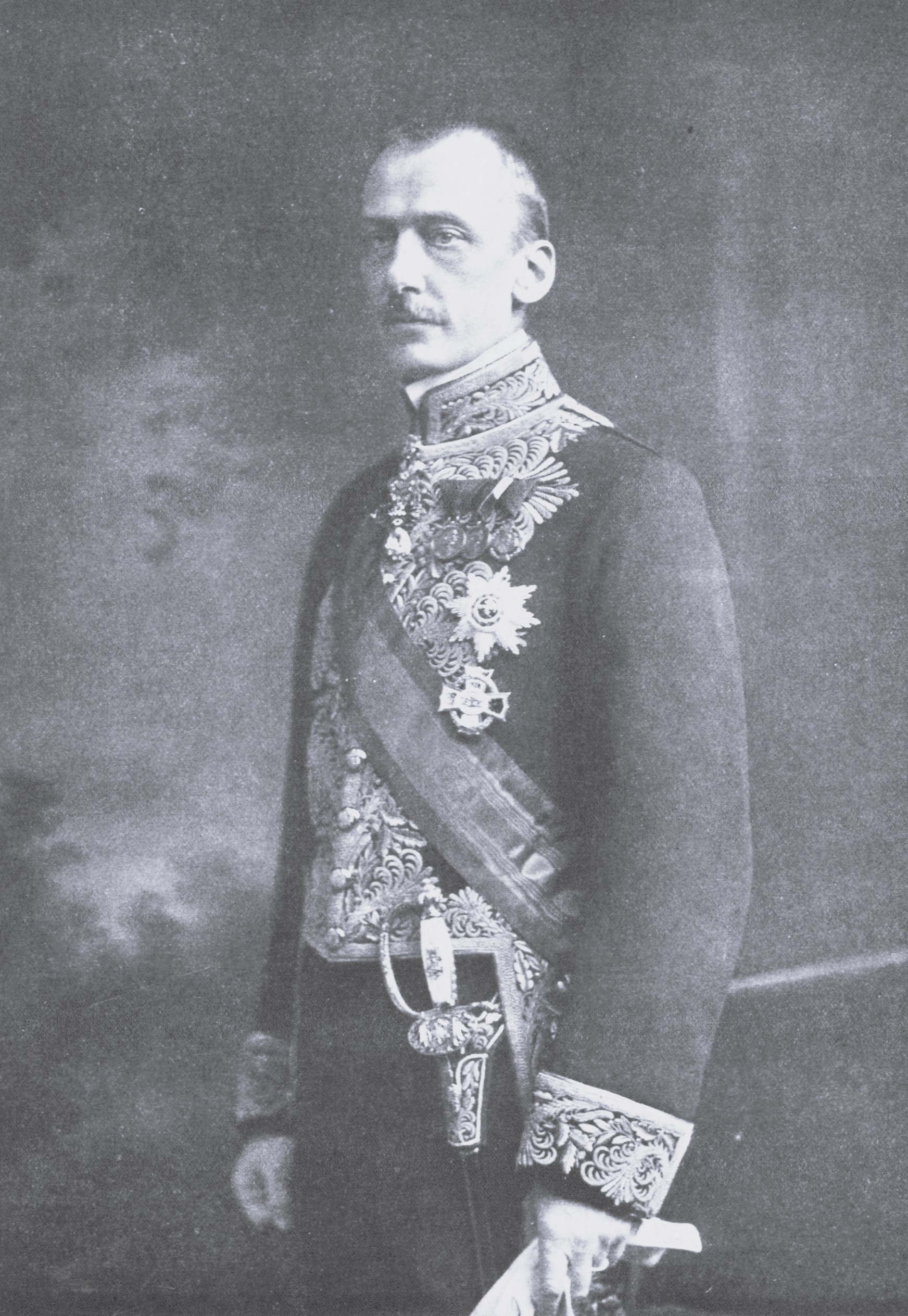
Hrabě Otakar Černín z Chudenic (1872–1932), rakousko-uherský ministr zahraničí 1916–1918

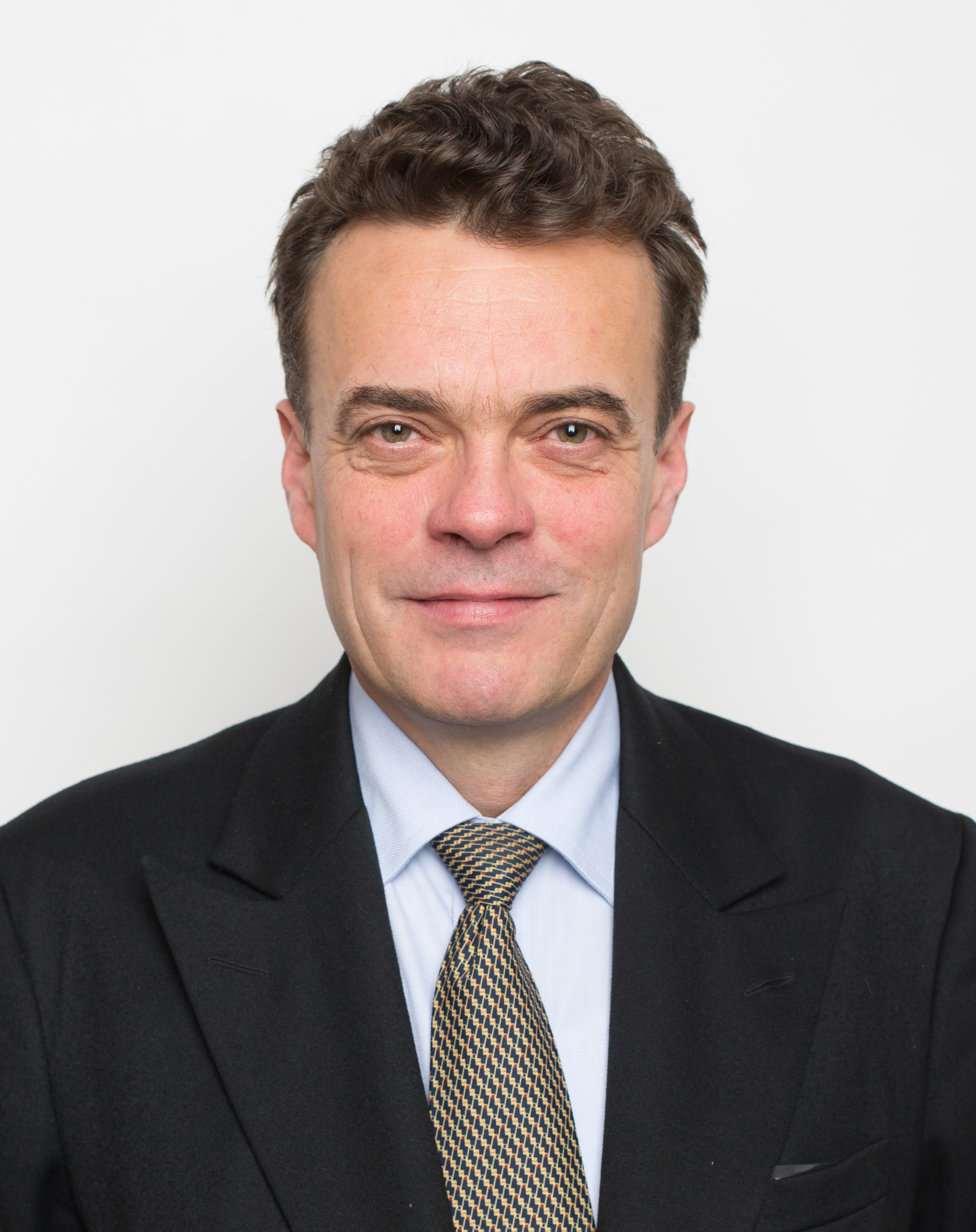
Tomáš Czernin, senátor, majitel zámku v Dymokurech

- Humprecht Černín (1525–1601), nejvyšší zemský podkomoří
- Diviš Černín (1565–1621), hejtman Pražského hradu a nejvyšší hofmistr krále Fridricha Falckého
- Humprecht III. (1570–1632), mistokomorník, člen direktoria, poslední karlštejnský purkrabí, purkrabí Hradeckého kraje
- Heřman Černín (1576–1651), vyslanec v Turecku, nejvyšší komorník a nejvyšší hofmistr
- Humprecht Jan Černín (1628–1682), vyslanec v Benátské republice
- Heřman Jakub Černín (1659–1710), nejvyšší purkrabí
- Tomáš Zachariáš Černín (1660–1700), c. k. tajný rada, český místokancléř
- Děpolt Martin (1680–1755), generál císařské armády
- František Josef Černín (1697–1733), nejvyšší dvorský sudí
- Jan Vojtěch Černín (1745–1816), nejvyšší lovčí Českého království
- Jan Rudolf Černín (1757–1845), nejvyšší komorník, mecenáš umění
- Eugen Karel Černín (1796–1868), dědičný člen Panské sněmovny, mecenáš umění
- Otakar Černín (1809–1886), poslanec Říšské rady a českého zemského sněmu, člen panské sněmovny
- Děpold Černín (1836–1893), poslanec českého zemského sněmu, člen Panské sněmovny
- Eugen Jaromír Černín (1851–1925), poslanec Říšské rady a českého zemského sněmu
- Rudolf Černín (1855–1927), dědičný člen panské sněmovny, 1908 hrabě Czernin–Morzin
- Děpold (Theobald) Černín (1871–1931), c.k. komoří a doživotní člen rakouské panské sněmovny
- Otakar Černín (1872–1932), rakousko-uherský vyslanec v Rumunsku, 1916–1918 ministr zahraničí
- Otto Černín (1875–1962), rakousko-uherský vyslanec v Bulharsku. Jeho syn Edmund (1907–1994) a bratranec František Josef (1878–1963) byli signatáři 3. deklarace české šlechty v září 1939
- Rudolf Theobald Czernin (1904–1984), syn Děpolda * 1871, účastník všech tří deklarací české šlechty v letech 1938 a 1939; jeho bratři Humprecht (1909–1944) a Jan Děpold (1915–1967) byli signatáři 3. deklarace v září 1939
- Děpold (Theobald) Czernin (1936–2015), syn Rudolfa * 1904
- Karl-Eugen Czernin (* 1956), od roku 2004 hlava rodu
- Tomáš Czernin (* 1962), senátor, majitel zámku v Dymokurech, místostarosta v Dymokurech

## Erb
Znak v běhu staletí měnili, avšak pravá polovina zůstala červená, v levé modrobílé polovině se nacházejí tři horizontální pruhy (v heraldice tzv. „polotrojříčí“). Při povýšení do erbu přibyly iniciály Rudolfa, Matyáše a Ferdinanda II. s rakouským štítkem, později doprostřed dodali iniciály F III (na počest krále Ferdinanda III.).

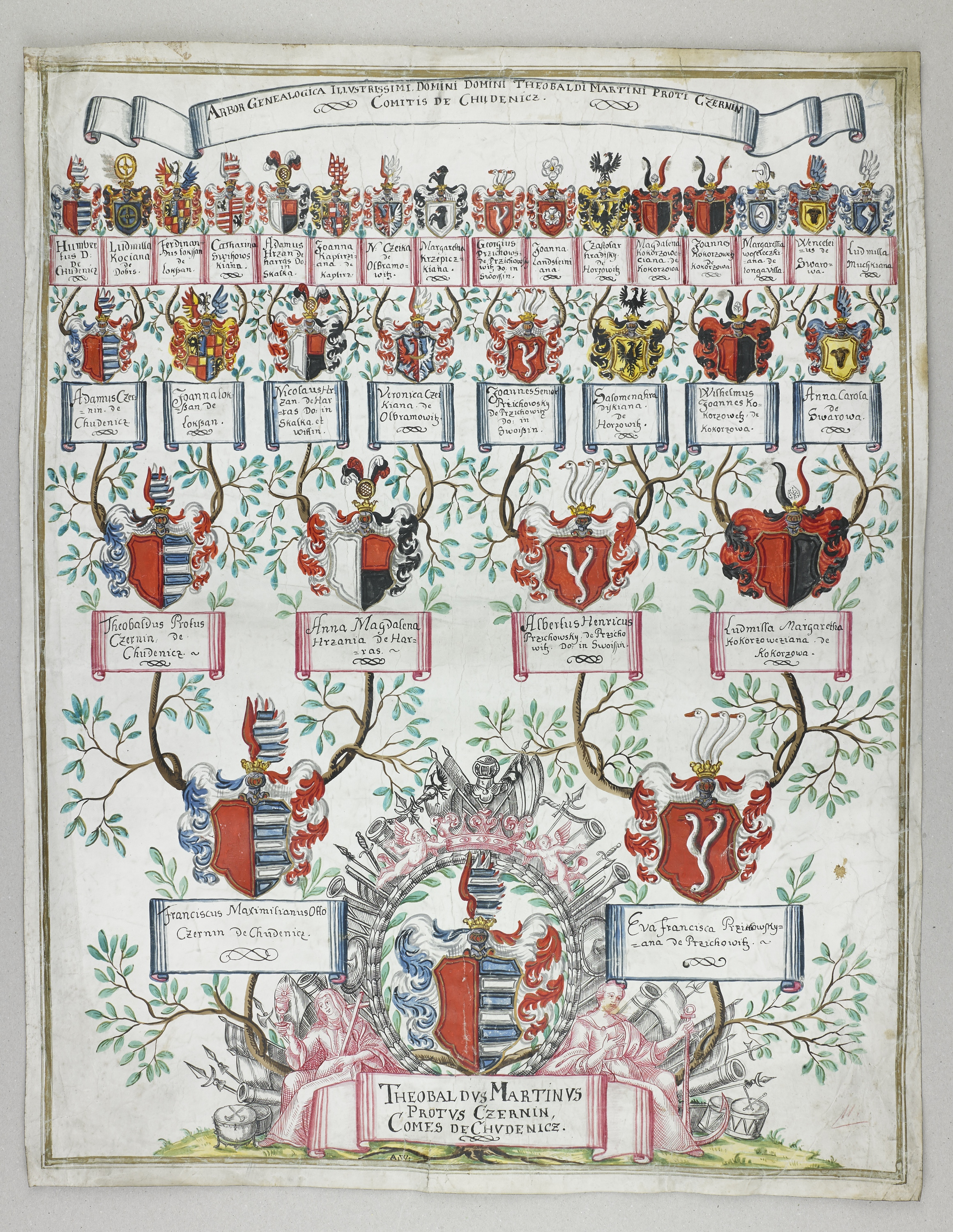
Genealogický vývod Theobalda Martina Černína z Chudenic
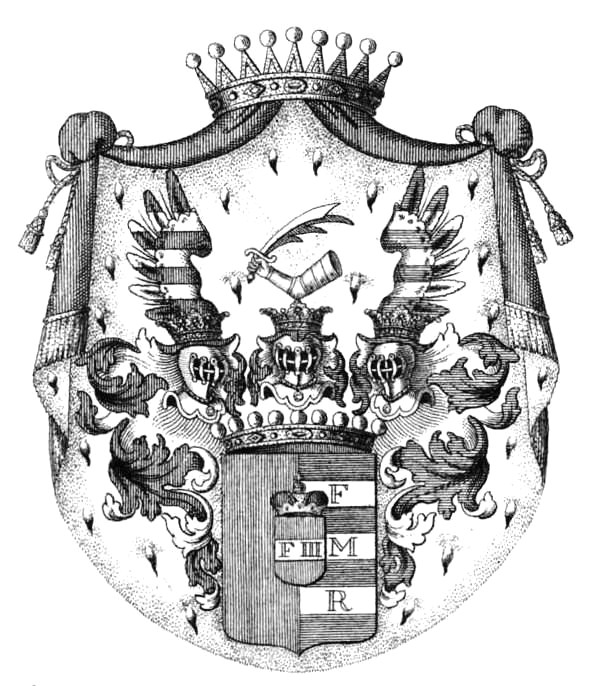

## Příbuzenstvo
Spojeni byli s pány z Gutštejna, Fürstenberky, Hrzány, Kinskými, Salmy, Slavaty, Schwarzenbergy, Lobkovici, Lažanskými z Bukové, Myslíky z Hyršova a dalšími rody.

## Jméno
Zachovalo se několik verzí původu jména rodu. Jedna vypráví, že jeden z potomků byl tmavé pleti, další tvrdí, že při bavorském vpádu byli všichni členové rodu vyvražděni až na chlapce, který se ukryl v krbu černé kuchyně a vyšel odtud celý černý.